# پنانگ
پـِنانگ،(مالایی: Pulau Pinang) ایالتی در کشور مالزی است که در کرانهٔ شمال غربی شبه جزیره مالزی، کنار تنگه ملاکا قرار دارد. از دو بخش تشکیل شده‌است: جزیره پنانگ به مرکزیت جرج تاون و سبرانگ پرای در شبه جزیره مالایی. این دو منطقه توسط دو پل طولانی به هم متصل شده‌اند. پل پنانگ و پل سلطان عبدالحلیم معظم شاه. پل دومی طولانی‌ترین پل روی دریا در جنوب شرقی آسیا است. پنانگ از لحاظ وسعت، در میان ایالتهای مالزی دارای رتبه یکی مانده به آخر می‌باشد و از سمت شمال و شرق با کداح و از سمت جنوب با پراک همجوار است.
پنانگ هشتمین ایالت پرجمعیت مالزی است. جمعیت پنانگ در سال ۲۰۱۸ نزدیک به ۱٫۷۶۷ میلیون نفر بود. در حالی که تراکم جمعیتی آن به ۱٬۶۸۴ نفر در هر کیلومتر مربع (۴٬۳۶۰ نفر در هر مایل مربع) افزایش یافته بود. پنانگ در زمرهٔ بالاترین تراکم جمعیتی کشور قرار دارد و یکی از ایالتهای است که دارای بیشترین مناطق شهری کشور است. سبرانگ پرای دومین شهر بزرگ مالزی از لحاظ جمعیت می‌باشد. جمعیت آن از لحاظ قومیت، فرهنگ، زبان و دین بسیار متنوع است. به غیر از سه قوم اصلی مالایی‌ها، چینی‌ها و هندی‌ها، پنانگ محل سکونت اوراسیایی‌ها، سیامی‌ها و مهاجرین می‌باشد. در گویش هاکین پنانگی، فرد ساکن پنانگ به خاطر جمعیت قابل توجه چینی پنانگیت در گفتگوی عامیانه به عنوان پنانگیت یا پنانگ لانگ (هاکین پنانگی: 庇能儂; Tâi-lô: Pī-néeng-lâng) شناخته می‌شود.
پیشینه پنانگ نوین از سال ۱۷۸۶ بر اساس پایه‌گذاری جرج تاون توسط فرانسیس لایت آغاز شد. پنانگ بر اساس بخشی از شهرک‌های تنگه در سال ۱۸۲۶ شکل گرفت که به یک مستعمره تاج در سال ۱۸۶۷ تبدیل شد. سیطره مستقیم بریتانیا تنها طی جنگ جهانی دوم، پس از اشغال پنانگ توسط امپراطوری ژاپن، متوقف گردید؛ در سال ۱۹۴۵ بریتانیا پنانگ را بازپس گرفت. پنانگ پس از آن با فدراسیون مالایا (مالزی کنونی) ادغام گردید که استقلال خودش را در سال ۱۹۵۷ از بریتانیا کسب کرد.
متعاقب اینکه مقارن دههٔ ۱۹۷۰ از کارکرد تجاری ترانزیت و تبادل کالای بندر کاسته گردید، اقتصاد پنانگ توسط دولت مرکزی به سمت تولیدات صنعتی تغییر مسیر داد. امروزه، پنانگ به یکی از حیاتی‌ترین و قدرتمندترین مراکز اقتصادی مالزی تبدیل شده‌است. پنانگ از لحاظ شاخص توسعه انسانی بعد از کوالالامپور و سلانگور دارای رتبه سوم می‌باشد.

## ریشه‌شناسی
نام پنانگ از نام پولائو پینانگ در زبان مالایی نوین گرفته شده‌است که به معنی جزیرهٔ فوفل کاتچو می‌باشد. ایالت پنانگ هم چنین به نام مروارید شرقی و جزیرهٔ مروارید نامیده می‌شود.
جزیره پنانگ در ابتدا به خاطر اینکه بزرگ‌ترین جزیره پیش رو در مسیر تجارت دریایی میان لینگا و کداح قرار داشت نزد ملوانان بومی به نام پولائو کا-ساتو به معنی اولین جزیره مطرح بود. به همین صورت، سیامی‌ها که در آن دوران بر کداح چیره بودند از این جزیره به کوه ماک (تایلندی: เกาะหมาก) نام می‌بردند.
امانوئل گودینیو دی اردیا، تاریخ‌نگار پرتغالی قرن شانزده، در توصیف ملاکا از جزیره به پولو پیناوم (Pulo Pinaom) نام برده‌است.

## پیشینه
| وابستگی تاریخی  | دوره                 |
| --------------- | -------------------- |
| سلطان‌نشین کداح  | ۱۱۳۶–۱۷۸۶            |
| سیام            | ۱۷۸۶–۱۸۶۷            |
| شهرک‌های تنگه    | ۱۸۲۶–۱۹۴۱; ۱۹۴۵–۱۹۴۶ |
| امپراتوری ژاپن  | ۱۹۴۱–۱۹۴۵            |
| اتحادیه مالایا  | ۱۹۴۶–۱۹۴۸            |
| فدراسیون مالایا | ۱۹۴۸–۱۹۶۳            |
| مالزی           | ۱۹۶۳–تا اکنون        |

### فراپیشین
قدمت انسان در منطقه به حدود ۵٬۰۰۰ تا ۶٬۰۰۰ سال قبل بر می‌گردد که بقایای انسان‌ها همراه با صدف‌ها، ظروف سفالی و ابزار آلات شکار در سبرانگ پرای کشف گردیده‌است. این اکتشافات دلالت دارد بر اینکه ساکنان اولیهٔ پنانگ انسانهای کوچ نشین ملانزیایی‌ها در عصر دوران نوسنگی بوده‌اند.
روزگار نخستین
خرسنگ چروک توکان در سال ۱۸۴۵ در بوکیت میرتاجم کشف گردید که حاوی سنگ نوشته به زبان پالی بود، نشان می‌دهد که تمدن هندو–بودایی دره بوجانگ واقع شده در یک ناحیه که اکنون کداح نام دارد، بخشهایی از سبرانگ پرای را در قرن ۶ تحت اختیار خود داشت. تمام چیزی که الان پنانگ نامیده می‌شود در اواخر قرن ۱۸، بخشی از قلمرو کداح بود.

### پیدایش پنانگ

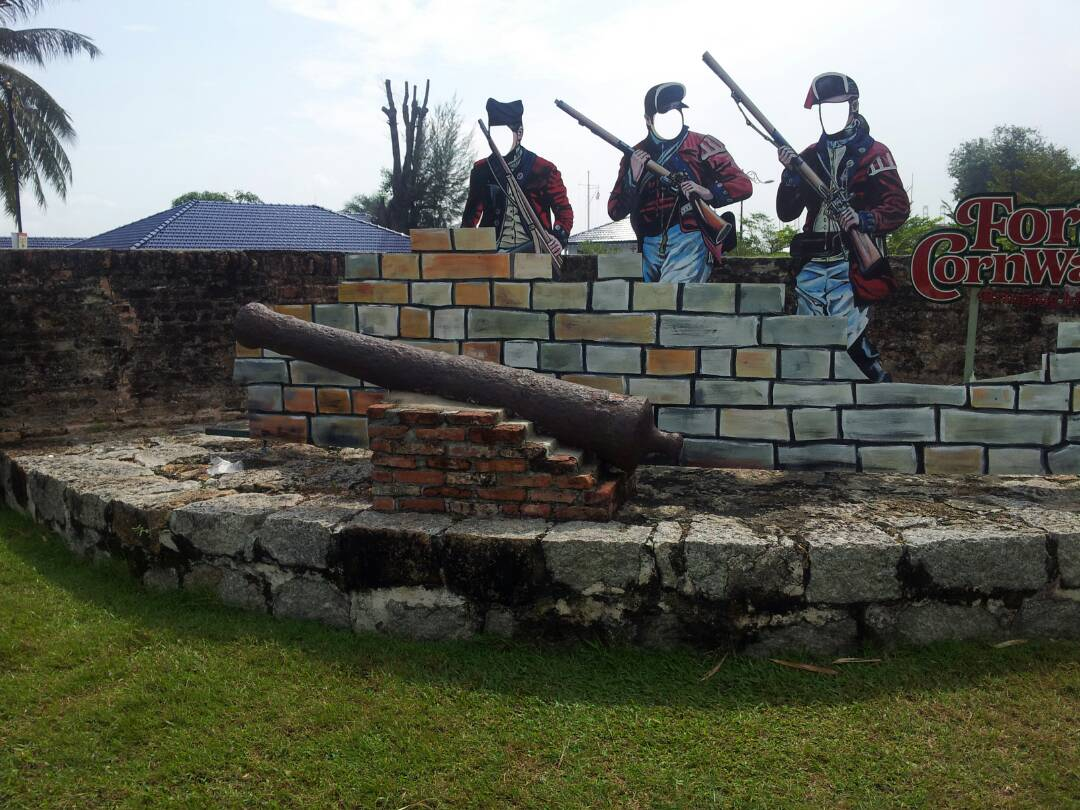
فورت کرن والیس

اولین کشتی بریتانیا در ژوئن ۱۵۹۲ وارد پنانگ گردید. این کشتی که نامش ادوارد بونادونچر بود، تحت فرماندهی جیمز لنکستر قرار داشت. هرچند، بریتانیا تا قرن هیجده میلادی در جزیره حضور ثابتی نداشت. قبل از اینکه بریتانیا در جزیره استقرار پیدا کند، سه برادر بازرگان از ارتفاعات مینانگ‌کابائو در سوماترا، سکونت گاهی برای خود در جزیره برپا کردند. این سه برادر ناخدا بایان، ناخدا اینتان و ناخدا کچیل بودند که تعدادی از ملتزمین خود را از باتوبارا در شمال‌شرقی سوماترا، با خود آوردند. آنها مجوزهای مورد نیاز را از احمد تاج‌الدین، سلطان کداح دریافت کردند و سپس سکونت گاه‌هایی در بایان لپاس، بالیک پولائو، گلوگور و تانجونگ (جرج تاون کنونی) ایجاد کردند. تاجران مینانگ‌کابائو، داتوک جاناتون و داتوک مهاراجه ستیا که در سال ۱۷۴۹ وارد جزیره شدند، ناحیه باتو اوبان را ایجاد کردند.
در دههٔ ۱۷۷۰، فرانسیس لایت توسط کمپانی هند شرقی بریتانیا برای ایجاد روابط تجاری با شبه جزیره مالایی مأموریت پیدا نمود. در پی آن، لایت وارد کداح گردید که در آن زمان تحت سلطه دولت دست نشانده سیامی بود. با آگاهی از اینکه قلمرو پادشاهی تحت تهدیدات داخلی و خارجی قرار داشت، وی قول داد قوای نظامی بریتانیا از سلطان کداح، سلطان محمد جیوا زین الادیلین دوم، در برابر تهدیدات حمایت نماید، در قبال آن، سلطان جزیره پنانگ را در اختیار بریتانیا قرار داد.
سال ۱۷۸۶ هنگامی بود که کمپانی هند شرقی بریتانیا، سرانجام به لایت دستور داد تا جزیره ای از کداح را به‌دست آورد. لایت با سلطان جدید کداح به نام سلطان عبدالله مکرّم شاه، در مورد واگذاری جزیره به کمپانی هند شرقی بریتانیا در قبال حمایت نظامی بریتانیا مذاکره نمود. بعد از توافقنامه ای که میان لایت و سلطان امضاء گردید، لایت و افرادش با کشتی به سمت جزیره حرکت نمودند، به نحوی که در روز ۱۷ ژوئیه ۱۷۸۶ به جزیره رسیدند. لایت در روز ۱۱ اوت مالکیت رسمی جزیره را به نام پادشاه بریتانیا، جرج سوم و کمپانی پرافتخار هند شرقی به‌دست گرفت. جزیره پنانگ به افتخار وارث تاج و تخت پادشاهی بریتانیا به نام جزیرهٔ شاهزاده ولز تغییر نام داد، درحالی‌که شهرک جدید جرج تاون به افتخار جرج سوم تأسیس گردیده بود.

نقشه ای که تنگه پنانگ، جزیره، پل‌های ارتباطی و شهرهای مهم را نشان می‌دهد

بدون اینکه سلطان عبدالله خبر داشته باشد، لایت بدون اجازه یا موافقت راج بریتانیا اقداماتی انجام می‌داد. هنگامی که لایت از تعهدش برای حمایت نظامی، پیمان‌شکنی کرد، سلطان کداح در سال ۱۹۷۱، برای باز پسگیری جزیره شاهزاده ولز، تلاشی را آغاز نمود که در پی آن کمپانی هند شرقی بریتانیا، نیروهای کداح را شکست داد. سلطان درخواست صلح کرد و پرداخت سالانه‌ای بالغ بر ۶٬۰۰۰ دلار اسپانیایی به سلطان، مورد توافق قرار گرفت.
در سال ۱۸۰۰، معاون–فرماندار آقای جرج لیث باریکه ای از پس‌کرانه در آن سوی تنگه پنانگ که تا سالها استان ولزلی نامیده شده بود (اکنون سبرانگ پرای نام دارد) را به‌دست آورد. عهدنامه توافق شده میان جرج کانتر، دستیار اول لیث، و سلطان جدید کداح، جایگزین توافقنامه قبلی لایت گردید و طبق عهدنامه جدید، هر دو منطقهٔ جزیره شاهزاده ولز و قلمرویی که همین اواخر از سرزمین اصلی کسب شده بود را تحت سلطه دائمی بریتانیا قرار داد. استان ولزلی به تدریج گسترش پیدا کرد تا اینکه در سال ۱۸۷۴ به سرحداتی رسید که امروزه تحت اختیار خود دارد. در قبال این تملک، مقدار مبلغ پرداختی سالانه به سلطان کداح به ۱۰٬۰۰۰ دلار اسپانیا افزایش یافت. از سال ۱۸۷۴ تا ۲۰۱۸، دولت مالزی (و اسلاف پیش از آن) از طرف پنانگ سالانه ۱۰٬۰۰۰ رینگیت مالزی به عنوان حرکتی نمادین به کداح پرداخت کرد.
در سال ۲۰۱۸ دولت مالزی در میزان پرداختی به کداح تجدیدنظر نمود، و این مبلغ را به ۱۰ میلیون رینگیت مالزی در سال افزایش داد. (درحالی‌که در سال ۲۰۲۱، وزیر اعظم کداح، محمد سنوسی مد نور با اشاره به مبلغ پرداختی سالانه درخواست کرد این مبلغ به ۱۰۰ میلیون رینگیت در سال افزایش پیدا کند. با وجود درخواست سنوسی، هیچ‌گونه قرارداد اجاره نامه ای بین پنانگ و کداح وجود ندارد.)

### دوران استعمار پنانگ
لایت شهر جرج تاون را به عنوان بندر آزاد، جهت وسوسه و جذب بازرگانان مراکز تجاری هند شرقی هلند بنیان نهاد. همزمان، ادویه‌ها در جزیره برداشت شده بود، لذا در حال تبدیل شدن به مرکز تولید ادویه منطقه بود. در نتیجه، تجارت دریایی در بندر پنانگ خیلی سریع رشد کرد، تعداد کشتی‌های ورودی از ۸۵ عدد در سال ۱۷۸۶ به۳٬۵۶۹ عدد در سال ۱۸۰۲ افزایش یافت.

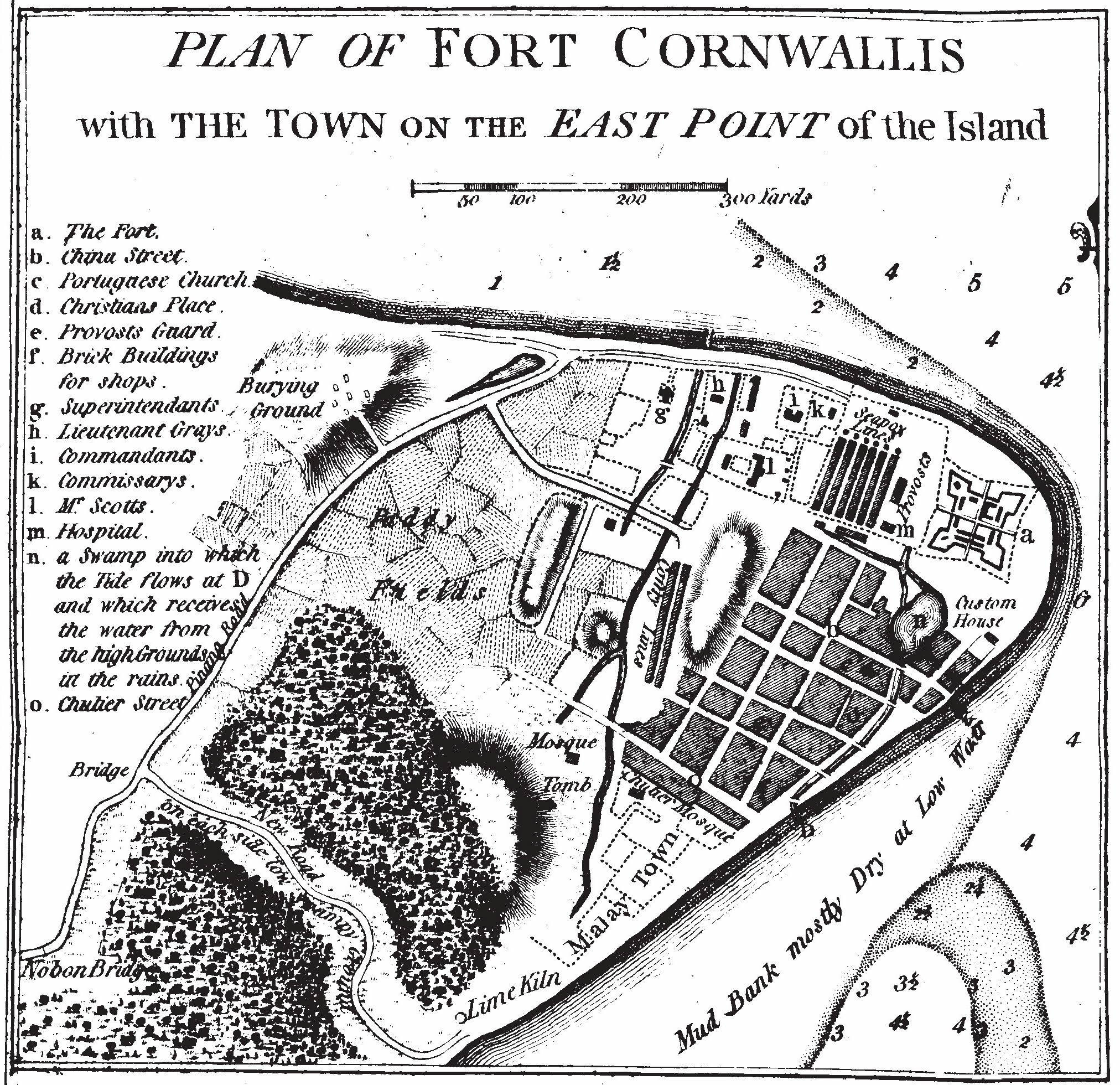
نقشه ای از جرج تاون در سال ۱۷۹۹

در سال ۱۸۰۵، پنانگ به منطقه ریاست جمهوری در هند بریتانیا تبدیل شد، و از وضعیتی مشابه شهرهای بمبئی و مدرس برخوردار گردید. تا سال ۱۸۰۸، یک حکومت محلی در جرج تاون برپا بود، ضمن اینکه دادگاه عالی پنانگ پایه شکل‌گیری نظام قضایی امروز مالزی بود. در سال ۱۸۲۶، پنانگ و سنگاپور در شهرک‌های تنگه و ایالت ملاکا، با انتخاب جرج تاون به عنوان مرکز آنها، تحت نام شهرک‌های تنگه یکپارچه شدند.

هرچند خیلی زود سنگاپور جای اهمیت پنانگ را گرفت، به طوریکه سنگاپور به سرعت از بندر پنانگ، به عنوان مرکز برتر ترانزیت و تبادل کالا در منطقه پیشی گرفت. در سال ۱۸۳۲ سنگاپور جایگزین شهر جرج تاون به عنوان مرکز شهرک‌های تنگه گردید.

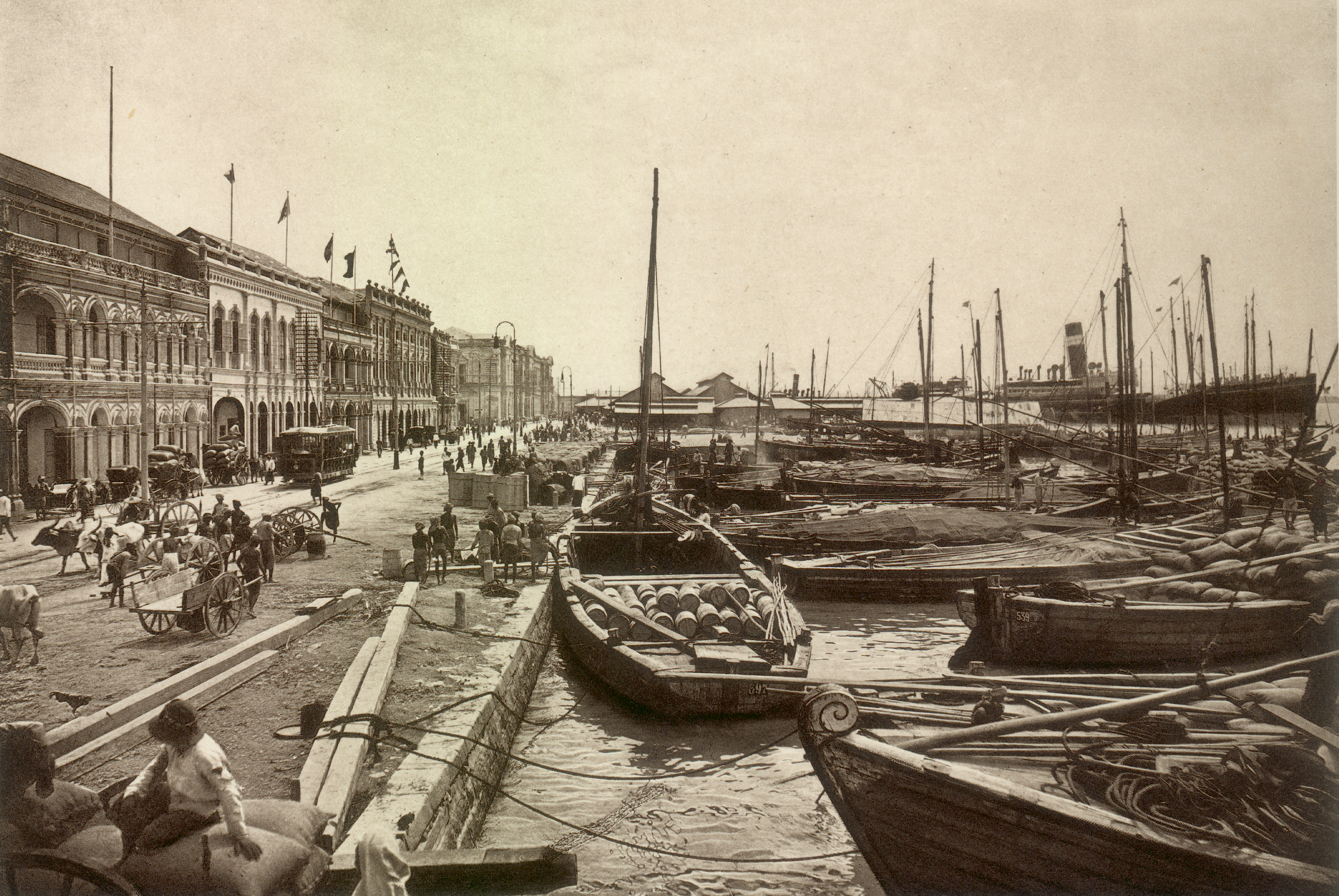
بندر پنانگ در جرج تاون در دههٔ ۱۹۱۰

با این وجود، بندر پنانگ اهمیت خود را به عنوان مرکز حیاتی ترانزیت و تبادل کالای بریتانیا حفظ نمود. در اواخر قرن نوزده میلادی، به یک بندر اصلی صادرات قلع تبدیل گشت. به‌طور همزمان جرج تاون در جهت قطب اصلی امور مالی مالایای بریتانیا متحول گردید، به نحوی که بانکها و موسسات تجاری درون شهرگرد آمدند. در همین حال، دیگر شهرها از قبیل بایان لپاس در جزیره و باتروورت و بوکیت میرتاجم در استان ولزلی به خاطر توسعهٔ کشاورزی و امور پشتیبانی و تدارکات رشد پیدا کردند.
در طی این قرن، جمعیت چند ملیتی پنانگ، شامل چینی‌ها، مردم مالایی، هندی‌ها، پراناکان‌ها، اوراسیایی‌ها، مالزیایی‌های تایلندی‌تبار و دیگر قومیت‌ها، هم راستا با شکوفایی اقتصادی به سرعت رشد پیدا کردند. هرچند، رشد جمعیت هم منجر به مشکلات اجتماعی، مانند عدم رعایت اصول بهداشتی مناسب و کمبود امکانات بهداشتی عمومی و هم چنین شیوع جرم و بزهکاری گردید، که مورد آخری به شورش‌های ۱۸۶۷ پنانگ منتهی گشت. همین‌طور در سال ۱۸۶۷، شهرک‌های تنگه به قرارگیری تحت نظر مستعمره تاج تغییر شکل پیدا کرد. حکمرانی مستقیم بریتانیا بر امور به معنی اجرای بهتر قانون بود، درحالی‌که نیروهای پلیس در حال تقویت شدن و تشکیلات مخفی که باعث دردسر برای پنانگ شده بودند به تدریج در حال بی‌اعتبار شدن بودند. همچنین سرمایه‌گذاری بیشتری در بخش‌های خدمات درمانی و حمل و نقل عمومی انجام گرفته بود.
به خاطر ارتقاء دسترسی به آموزش، مشارکت فعال در امور شهری توسط سکنه آسیایی و آزادی بیان قابل توجه ای در مطبوعات شکل گرفت، گسترش روشنفکری بیشتری در جرج تاون نسبت به سنگاپور قابل مشاهده بود. شهر به مکانی جذاب برای صاحبان اندیشه مشهور بریتانیایی، روشنفکران آسیایی و آزادی خواهان از جمله رودیارد کیپلینگ، سامراست موام و سون یات سن تبدیل گردید.

### دوران جنگ جهانی
در طی جنگ جهانی اول، در نبرد پنانگ، رزمناو آلمانی اس‌ام‌اس اِمدن به صورت مخفیانه به سمت جزیره پنانگ حرکت نمود و دو ناوچه جنگی متفقین، ناو ژمچوگ روسی و ناو شکن فرانسوی موسکه، را در کنار ساحل غرق نمود. یکصد و چهل و هفت ملوان روسی و فرانسوی در حین نبرد کشته شدند. از سویی دیگر، جنگ جهانی دوم، منجر به تحولات اجتماعی و سیاسی بی‌سابقه ای گردید. هرچند جزیره پنانگ همانند دژ نظامی طراحی شده شده بود، با این حال در روز ۱۹ دسامبر ۱۹۴۱، بعد از تحمل حملات هوایی ویرانگر به دست نیروی زمینی امپراتوری ژاپن افتاد. بریتانیا به صورت مخفیانه سکنه اروپایی پنانگ را تخلیه نمود مورخان ذکر نموده‌اند٫ که فروپاشی روحی بریتانیا در نبردهای جنوب شرقی آسیا از سنگاپور آغاز نگردید، بلکه از پنانگ شروع شد.

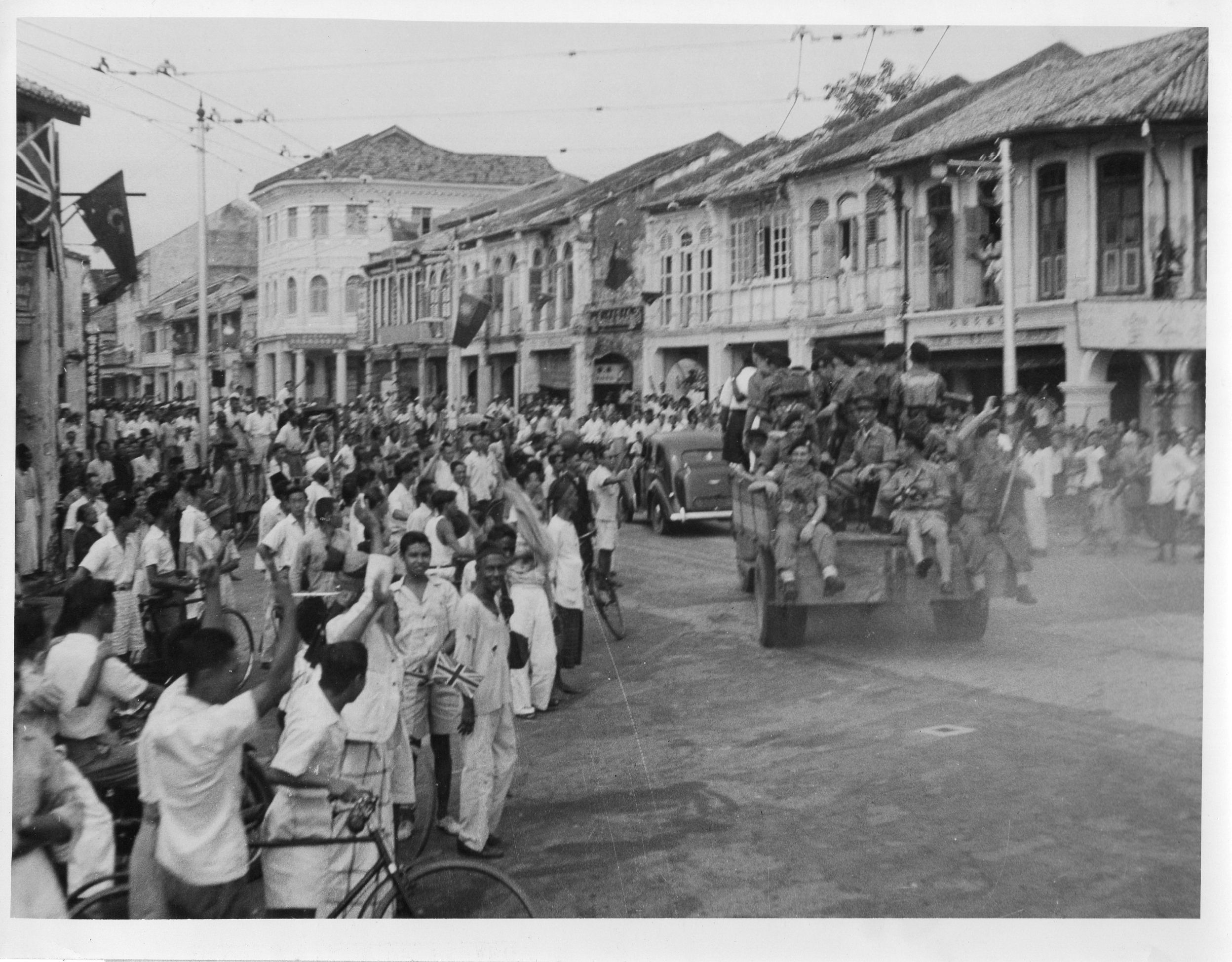
سپاه تفنگداران دریایی سلطنتی در روز ۳ سپتامبر ۱۹۴۵ جرج تاون را آزاد کردند.

بعد از اینکه توجو هیدکی به مقام نخست‌وزیری ژاپن دست یافت جزیره پنانگ به نام توجو_تو تغییر نام داد. دوران تصرف مالایا توسط ژاپن به دوران قتل‌عام سکنه چینی‌ها توسط ارتش امپراتوری ژاپن شهرت یافت، که در نزد مردم محلی به قتل‌عام سوکچینگ معروف است. ژاپنی‌ها، زنان در پنانگ را مجبور کردند به عنوان زنان آسایشگر مشغول به کار شوند. در ضمن بندر پنانگ توسط نیروهای محور به عنوان مرکز اصلی پایگاه زیردریایی مورد استفاده قرار گرفت.
در سالهای پایانی جنگ، بمب افکن‌های متفقین برای از بین بردن تجهیزات دریایی و مراکز اداری، از طریق هند به صورت مکرر جرج تاون را بمباران کردند. تعدادی بنای مستعمراتی از قبیل ادارات دولتی، مؤسسه سنت خاویر و مدرسهٔ هوچینگ (موزه و گالری هنری پنانگ کنونی) صدمه دیدند یا از بین رفتند. هم چنین تنگه پنانگ برای در تنگنا قرار دادن خطوط کشتیرانی ژاپن مورد واکاوی قرار گرفت. در پی تسلیم ژاپن، نیروهای بریتانیا در روز ۳ سپتامبر ۱۹۴۵، عملیات جوریست را برای در اختیار گرفتن دوباره جزیره پنانگ، با آزاد سازی جرج تاون به عنوان اولین شهر مالایا از اشغال ژاپن، آغاز کرد.

### سالهای بعد از جنگ
پنانگ تا سال ۱۹۴۶ تحت فرمانداری نظامی بریتانیا قرار داشت. مدتی بعد، هنگامی‌که بریتانیا در پی ادغام سازمان‌های سیاسی گوناگون داخل مالایای بریتانیا تحت اداره یکپارچه ای به نام اتحادیه مالایا بود، طرح شهرک‌های تنگه منسوخ شد. مستعمره تاج پنانگ منفصل شده از شهرک‌های تنگه، درون اتحادیه مالایا ادغام گردید که سپس فدراسیون مالایا در سال ۱۹۴۸، جانشین اتحادیه مالایا گشت.
در آغاز قابل مشاهده بود که ایدهٔ ادغام پنانگ در سرزمین اصلی مالایی بزرگ در بین پنانگی‌ها محبوبیتی ندارد. نگرانی‌های اقتصادی و قومی منجر به پیدایش کمیته جدایی طلب پنانگ در سال ۱۹۴۸ گردید. هرچند در نهایت، تلاشهای کمیته برای جلوگیری از ادغام پنانگ در مالایا به خاطر عدم موافقت بریتانیا، به جایی نرسید.
دولت بریتانیا دل نگرانی‌های جدایی طلب‌ها را با متعهد شدن به اینکه جرج تاون به شکل بندر آزاد در بیاید و هم چنین اقدام به برگزاری انتخابات شهرداری در جرج تاون در سال ۱۹۵۱ نماید، کاهش داد. در سال ۱۹۵۶، جرج تاون به اولین شهر در مالایا تبدیل شد که انتخابات شهرداری به صورت تمام و کمال در آن برگزار گردید، این منزلت شهری توسط ملکه الیزابت دوم اعطاء گردید تا از این لحاظ به اولین شهر در فدراسیون مالایا و کشور مالزی بعد از آن، تبدیل گردد.

### دوران پس از استعمار

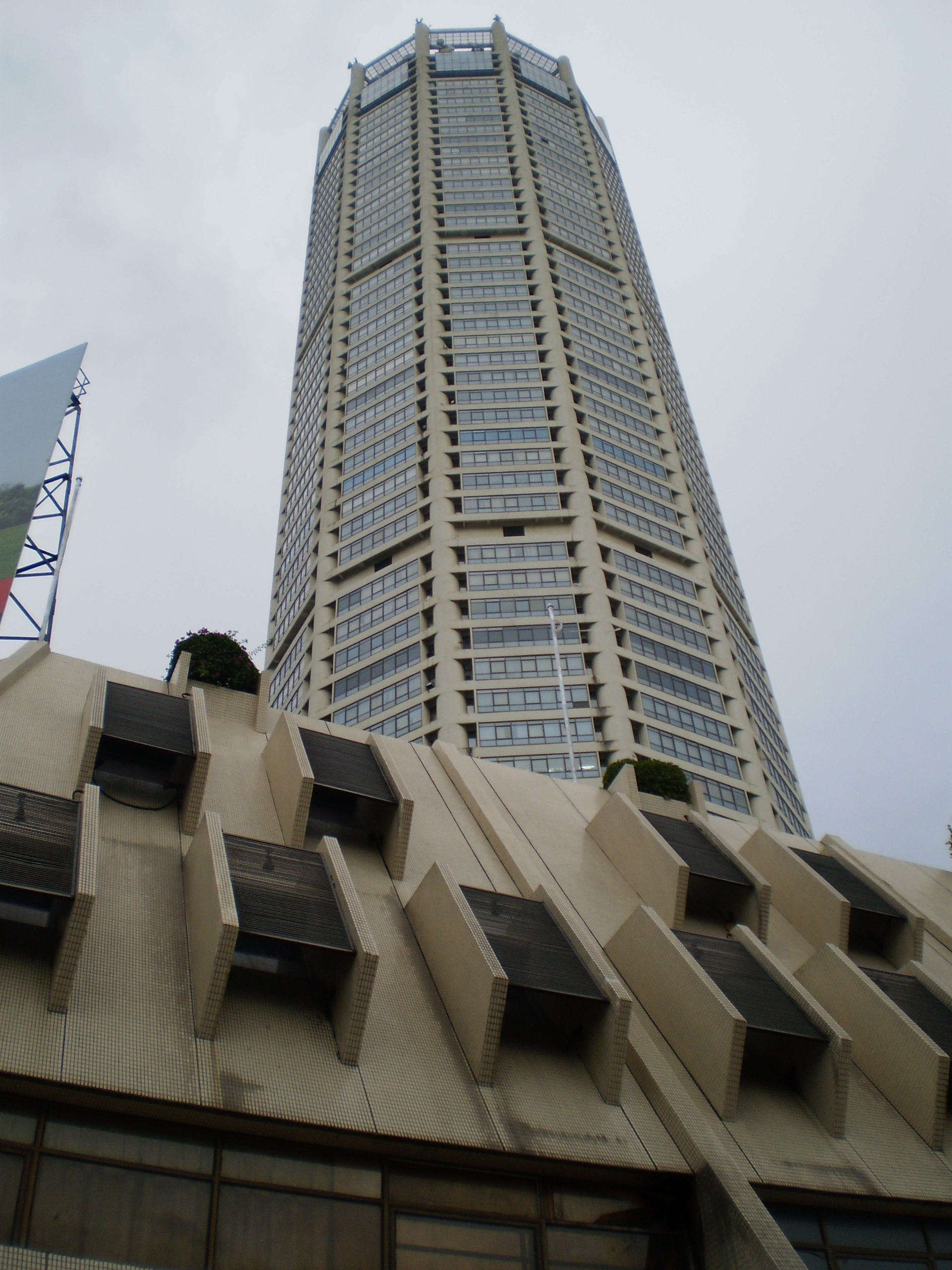
برج کومتار، بلندترین آسمان خراش پنانگ در دههٔ ۱۹۷۱۰ ساخته شد.

جرج تاون در زمان استعمار، بندری آزاد بود تا اینکه در سال ۱۹۶۹ به‌طور غیرمنتظره، این وضعیت توسط دولت مالزی لغو گردید. در پی این امر، پنانگ دستخوش بحران اقتصادی همراه با کاهش تجارت دریایی و در پی آن بیکاری وسیع و مهاجرت نخبگان گردید. برای کاستن از رکود اقتصادی، وزیر اعظم پنانگ در آن زمان لیم چونگ او، منطقه آزاد تجاری صنعتی بایان لپاس را طرح‌ریزی نمود. این منطقه که در نظر بسیاری از افراد به عنوان سیلیکون ولی شرق قلمداد گردید، ثابت کرد که در معکوس نمودن شرائط کاهش رکود اقتصادی مؤثر واقع شده‌است و تا اواخر دههٔ ۱۹۹۰، منجر به رشد سریع اقتصادی در ایالت گردید.
در دوران تصدی لیم، تعدادی از پروژه‌های زیرساختی بزرگ، به خصوص پل پنانگ، اولین جادهٔ اتصال بین جزیره پنانگ و شبه جزیره مالایی، ساخته شد. این پل در سال ۱۹۸۵ به اتمام رسید و تا سال ۲۰۱۴، هنگامی‌که پل دوم پنانگ جایگزین رتبه اول پل پنانگ گردید، طولانی‌ترین پل جنوب شرقی آسیا بود.

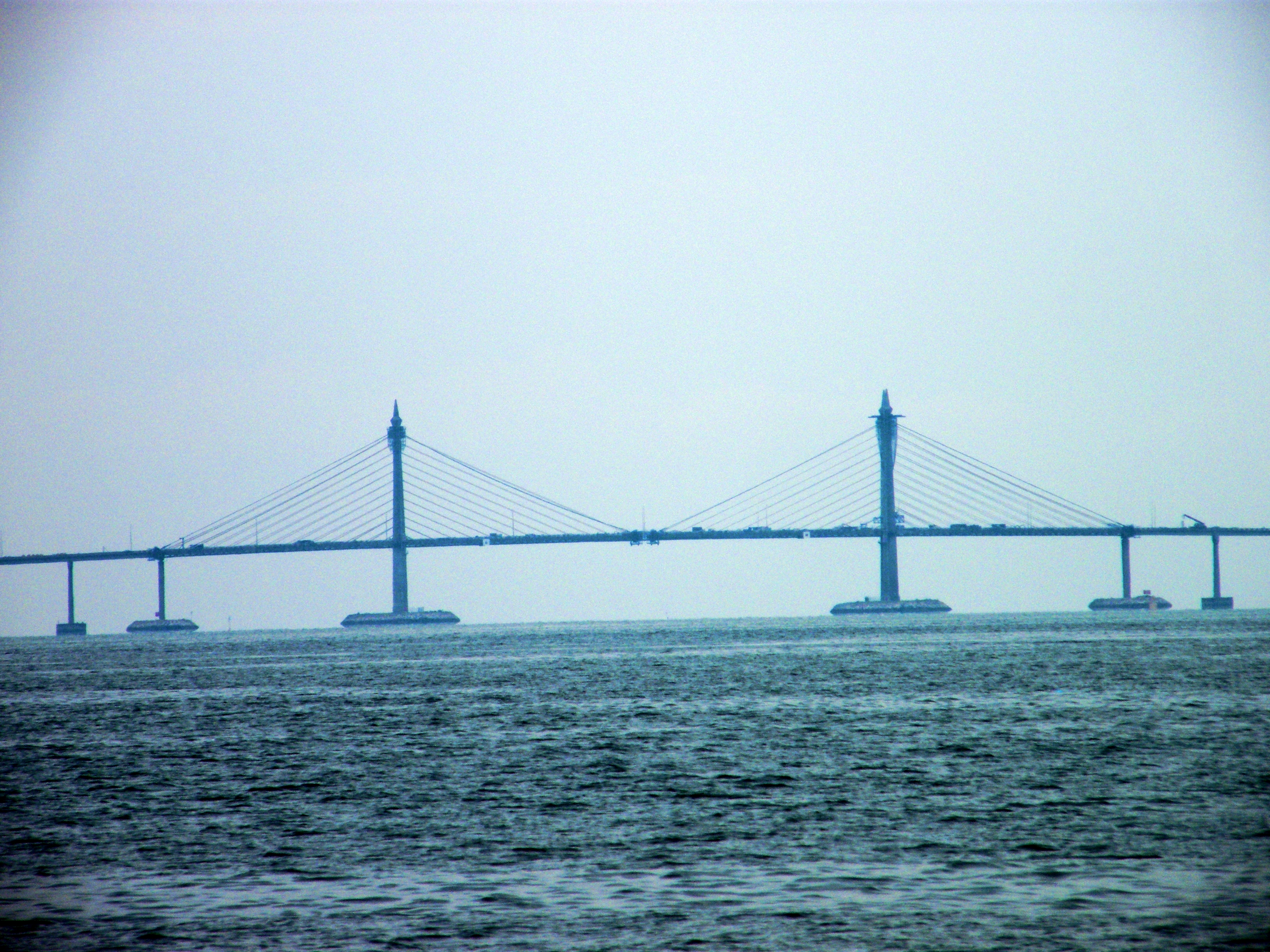
پل پنانگ

هرچند مهاجرت نخبگان و تحصیلکرده‌ها به خاطر خط مشی دولت فدرال که طرفدار توسعه و پیشرفت کوالالامپور بود تشدید گردید و این امر به این مفهوم بود که پنانگ دیگر در خط مقدم اقتصاد کشور تا نزدیک دههٔ ۲۰۰۰ قرار ندارد. اقتصاد پنانگ در آغاز دههٔ ۲۰۰۰ رو به نزول بود، در حالی که اوضاع منطقه از قبیل خط مشی نامنسجم برنامه‌ریزی شهری و مدیریت ضعیف ترافیک و فرسوده شدن بناهای قدیمی و فرهنگی جرج تاون، که به خاطر لغو قانون مهار اجاره در سال ۲۰۰۱ بود، از هر لحاظ بدتر می‌شد و این امر منجر به نارضایتی رو به تشدید در جامعه پنانگ شد.
در قبال آن، سازمان‌های غیردولتی جرج تاون و رسانه‌های ملی باعث برانگیختن حمایت عمومی شدند و راهبرد مشارکت مدنی را شکل دادند تا شهر به عظمت و مباهات سابق خود برگردد. همچنین در نتیجه نارضایتی گسترده، ائتلاف اپوزیسیون فدرال آن زمان، پاکاتان راکیات (پاکاتان هاراپان کنونی) که قدرت را در انتخابات ایالتی پنانگ در سال ۲۰۰۸ به‌دست آورد، جایگزین دولتمردان سابق به رهبری باریسان ناسیونال گردید. در همین حال در سال ۲۰۰۸، بافت تاریخی مرکز شهر به عنوان میراث جهانی یونسکو ثبت گردید و تلاشها برای حفظ معماری‌های ماندگار جرج تاون نتیجه داد. در سال ۲۰۱۱، شهر جرج تاون و شهر ملاکا به عنوان سایت میراث جهانی یونسکو تأیید شدند.
زمین‌لرزه و سونامی ۲۰۰۴ اقیانوس هند که در روز باکسینگ آن سال بر سواحل غربی و شمالی جزیره پنانگ برخورد نمود، باعث جان باختن ۵۲ نفر گردید.

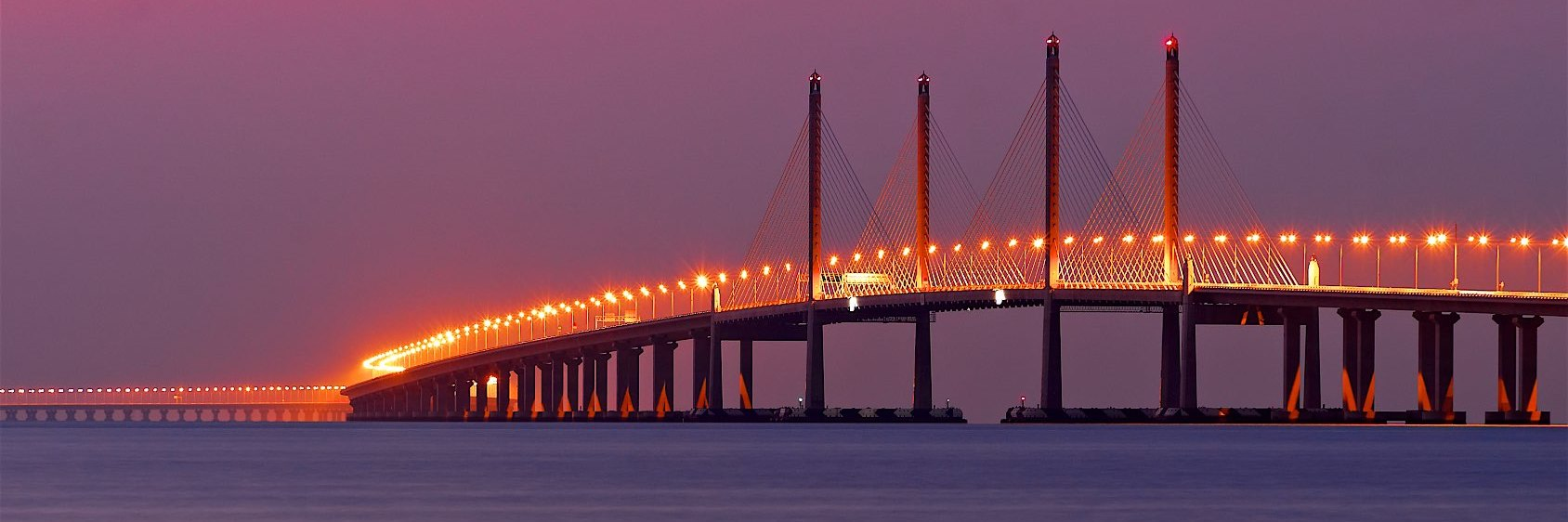
پل دوم پنانگ

## جغرافیا
مساحت کل خشکی ۱٬۰۴۸ کیلومتر مربع می‌باشد، پنانگ بعد از پرلیس دومین ایالت کوچک از لحاظ مساحت خشکی است. پنانگ در کرانه شمال غربی شبه‌جزیره مالزی واقع شده‌است. بین عرض جغرافیایی ۵٫۱۲ درجه و ۵٫۵۹ درجه شمالی، و طول جغرافیایی، ۱۰۰٫۱۷ درجه و ۱۰۰٫۵۶ درجه شرقی قرار دارد. ایالت شامل جزیره پنانگ و سبرانگ پرای و تعداد کمی جزیره خرد می‌باشد. مرکز ایالت، شهر جرج تاون در رأس شمال شرقی جزیره پنانگ قرار دارد.

### ویژگی‌های جغرافیایی

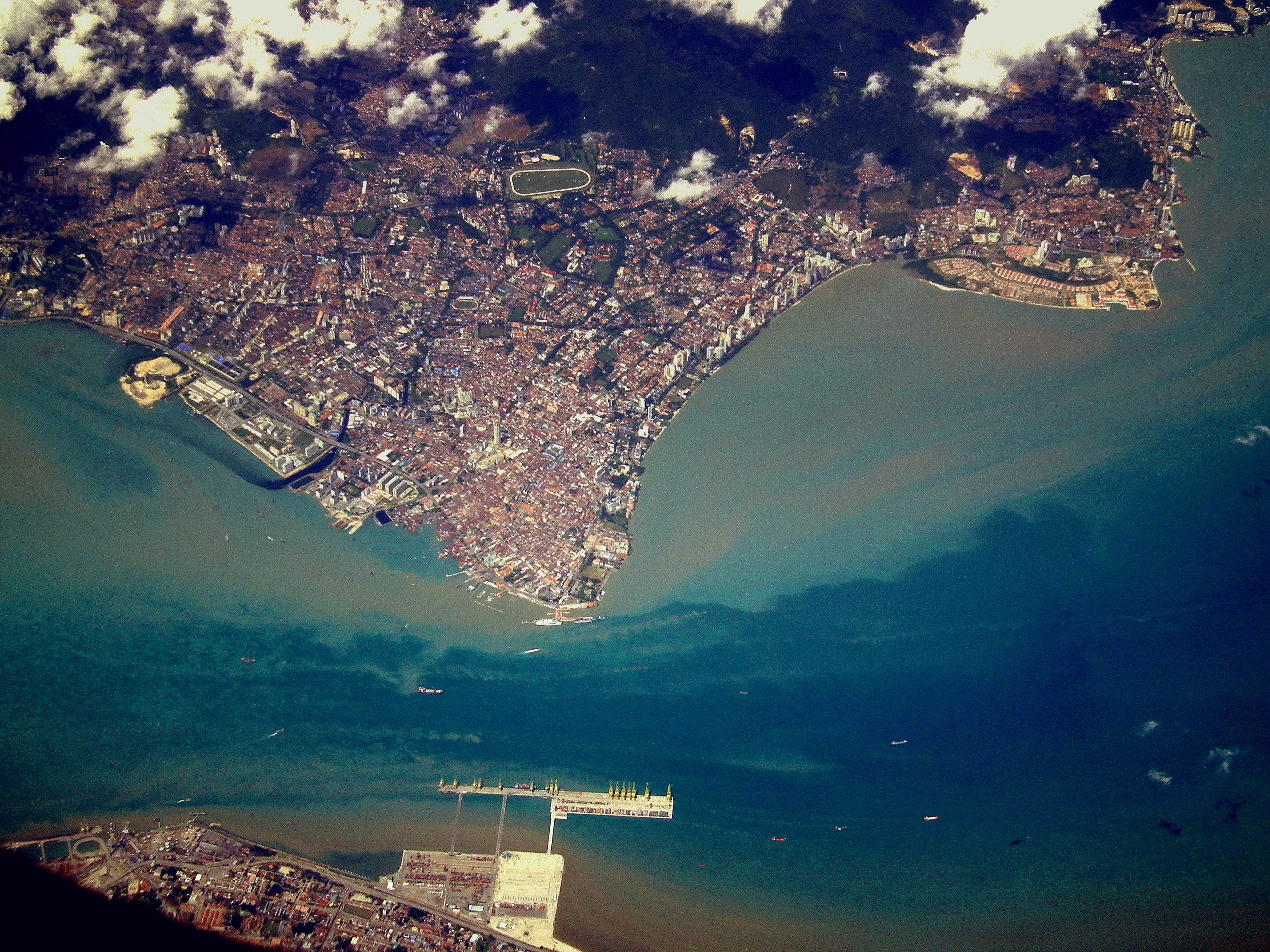
نمایی از بالا از جرج تاون. شهر به صورت طبیعی از باتروورت (پایین) توسط تنگه پنانگ جدا شده‌است.

پنانگ از لحاظ جغرافیایی توسط تنگه پنانگ در عمل به دو نیمه اصلی تقسیم شده‌است.
- جزیره پنانگ، جزیره ای با مساحت ۲۹۳ کیلومتر مربع (۱۱۳ مایل مربع) است.
- سبرانگ پرای، در مناطق داخلی شبه جزیرهٔ مالایی با مساحت ۷۵۱ کیلومتر مربع (۲۹۰ مایل مربع) می‌باشد. از سمت شرق و شمال با کداح و از سمت جنوب با پراک هم‌مرز است.

تنگه پنانگ هم به کانال شمالی و جنوبی تقسیم گردیده‌است. در باریکترین بخش تنگه، جرج تاون در داخل جزیره از شهر باتروورت در سرزمین اصلی توسط مرز آبی سه کیلومتری (۱٫۹ مایلی) از یکدیگر جدا هستند.

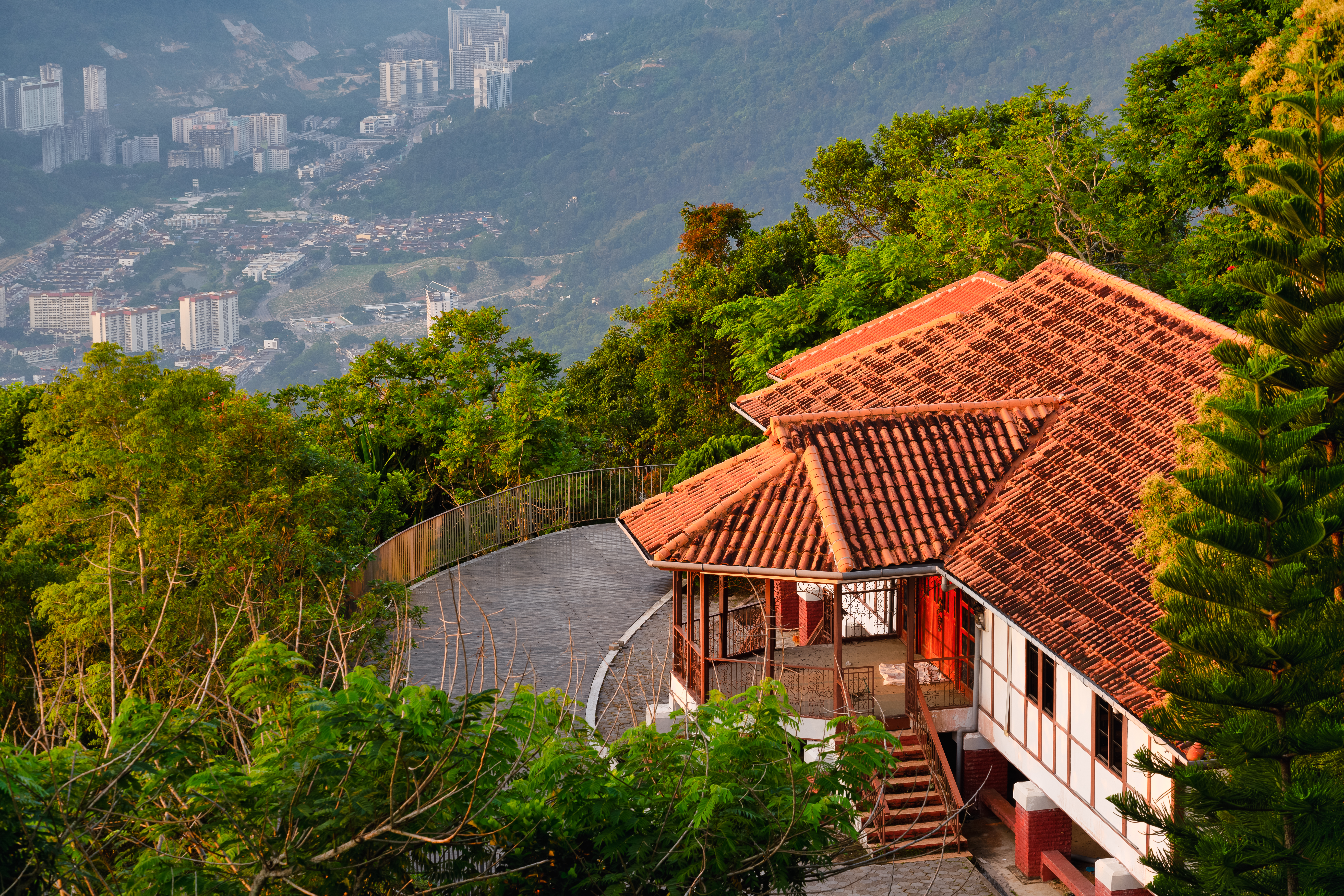
پنانگ هیل

جزیره پنانگ دارای شکل نامنظم، همراه با تپه‌های زیاد بوده و بیشتر مناطق درون آن جنگلی است، جلگه‌های ساحلی باریک هستند، پهناورترین آن در دماغهٔ شمال شرقی قرار دارد. پنانگ هیل با ارتفاع ۸۳۳ متر (۲٬۷۳۳ فوت) در مرکز جزیره، مرتفع‌ترین نقطه درون پنانگ است. جرج تاون طی صدها سال، از یک دهکدهٔ کوچک در رأس شمال شرقی جزیره پنانگ، به ویژه از سمت شمال غربی، غرب و جنوب گسترش یافت، سرانجام این شهر هم با بایان لپاس در جنوب شرقی جزیره و تمام مناطق سواحل شرقی جزیره که در حال تبدیل شدن به جامعه شهری بودند همراه گشت. در همین حال، ویژگی جغرافیایی سبرانگ پرای، به جز چند تپه مثل بوکیت میرتاجم بیشتر مسطح و بدون پستی و بلندی است.
رودخانه‌های اصلی پنانگ شامل رود پینانگ، رود پرای، رود مودا و رود کریان می‌باشد. به‌طور خاص، رود مودا به عنوان مرز شمالی سبرانگ پرای و کداح نقش آفرینی می‌کند، درحالی‌که رود کریان، محدوده جنوبی مابین سبرانگ پرای، کداح و پراک را شکل داده‌است.
به علت کمبود زمین، پروژه‌های استحصال زمین از دریا در مناطقی که شرائط ایجاب می‌کند، از قبیل تانجونگ توکونگ، جلوتونگ و گرنی درایو در حال انجام است. مورد آخری در حال تبدیل شدن به گرنی وارف می‌باشد که یک پارک ساحلی طراحی شده‌است، به تازگی برای این منظور زمینی از گرنی درایو در جرج تاون در حال بازیابی می‌باشد. فاز اول این طرح که به عنوان سیاحتگاه تصویرگونه جدید ساحلی پنانگ در نظر گرفته شده‌است، برنامه‌ریزی گردیده‌است تا سال ۲۰۱۸ تکمیل گردد. بعد از اینکه پروژه گرنی وارف طبق تاریخ پیش‌بینی شده در ماه اوت ۲۰۲۱ به اتمام برسد، پارک ساحلی ۲۴٫۲۸ هکتاری، شامل چهار ناحیه تفریحی مجزا که یک ساحل، یک بیشه ساحلی، یک باغ آبی و یک منطقه خرده فروشی غذا و نوشیدنی در کنار دریا می‌باشد، شکل خواهد گرفت. به علاوه پروژهٔ بایان بارو، آب‌نمای ردیفی که توسط آهنگ الکترونیکی به رقص در می‌آید–منطقه آزاد صنعتی را تحت تأثیر خود قرار داده و مواردی از جمله بهبود بخشیدن سامانه اسکله ماهیگیران و همین‌طور هتل‌ها، رستوران‌ها، پزشکی و دیگر طرح‌های عمرانی را در نظر گرفته‌است.

## پارک‌ها و طبیعت

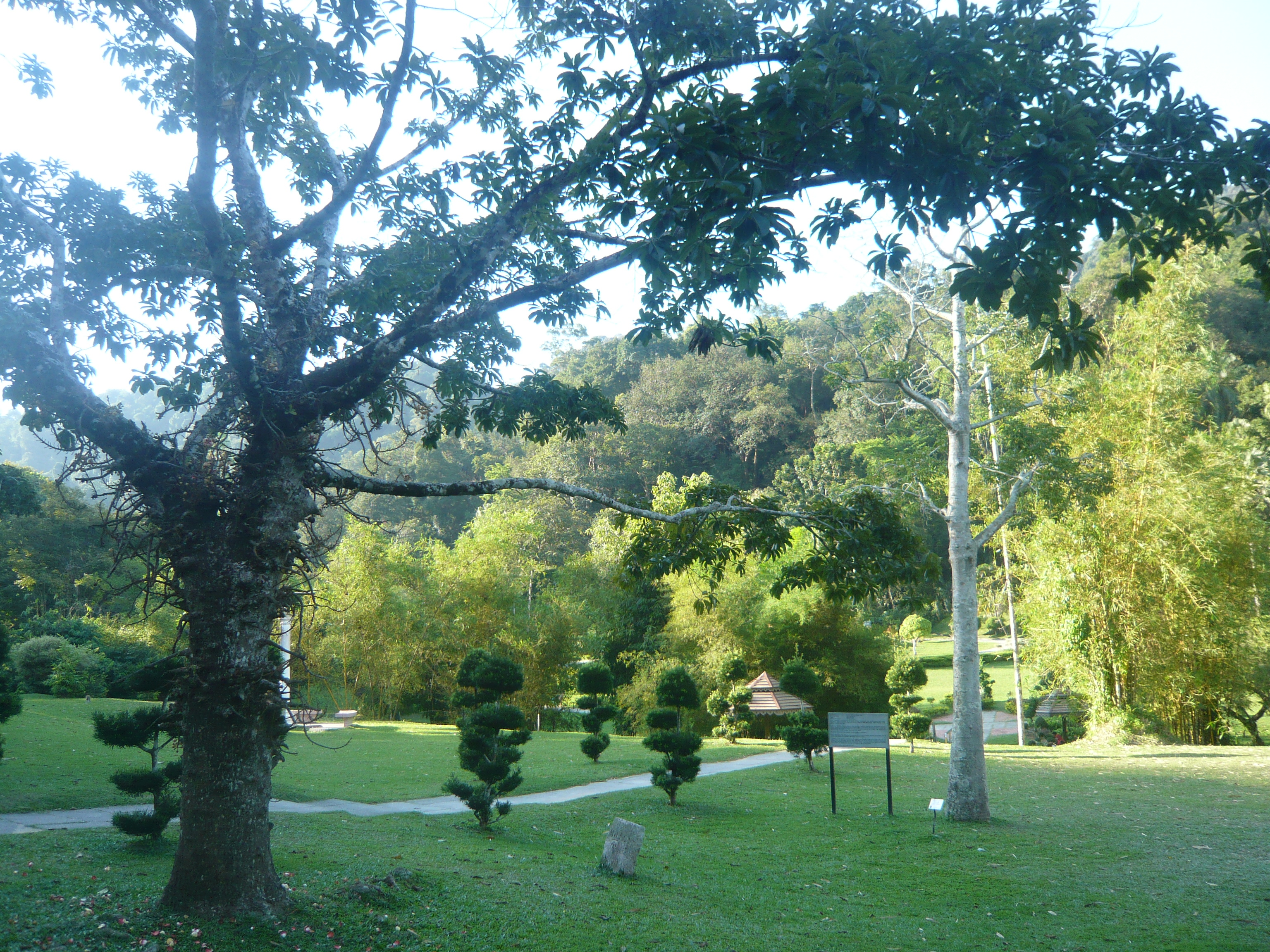
باغ گیاه‌شناسی پنانگ در سال ۱۸۸۴ تأسیس شده بود.

با وجود حرکت سریع به سمت شهرنشینی، پنانگ موفق شده‌است منطقه قابل توجهی از منابع طبیعی را محافظت نماید. در داخل ایالت، ۷٬۷۶۱ هکتار (۷۷٫۶۱ کیلومتر مربع) را به عنوان ذخایر جنگلی محافظت شده تعیین نموده‌است.
تپه‌های مرکزی جزیره پنانگ از قبیل پنانگ هیل، به عنوان ریه محیط زیست مناطق شهری جزیره عمل می‌کند. دو پارک اصلی جرج تاون، باغ گیاه‌شناسی پنانگ و سیتی پارک در نزدیکی تپه‌ها واقع گردیده‌اند.
پنانگ همچنین منزلگاه کوچک‌ترین پارک ملی در دنیا به نام پارک ملی پنانگ می‌باشد. منطقه ای به وسعت ۲٬۵۶۲ هکتار (۲۵٫۶۲ کیلومتر مربع) در بخش شمال غربی رأس جزیره پنانگ را پوشش داده‌است، که تالاب‌های حاوی درختچه‌های کرنا، جنگلهای استوایی که با مسیرهای پیاده‌روی و سواحل آرام در هم تنیده شده‌است را دربر گرفته‌است. از دیگر جاذبه‌های قابل توجه در همان نزدیکی، باغ ادویه جات استوایی و باغ پروانه انتوپیا می‌باشد، که باغ پروانه پنانگ اولین ایمنگاه پروانه‌ها در مالزی بود.
پارک پرندگان پنانگ که در سال ۱۹۸۸ در منطقهٔ سبرانگ جایا در سبرانگ پرای تأسیس گردید، اولین جایگاه پرندگان در مالزی بود.

## جزایر کوچک دور افتاده
پنانگ هم چنین دارای ۹ جزیره کوچک دور از ساحل می‌باشد. بزرگ‌ترین آنها جزیره جرجاک در کانال جنوبی تنگه پنانگ واقع شده‌است. در سال ۱۸۶۸، یکبار نوانخانه جذامیان ایجاد گردید، که بعد به زندانی با حداکثر مراقبت امنیتی تبدیل گشت، جزیره جرجاک به صورت پوشیده از جنگل باقی مانده‌است. دیگر جزیره‌های دور افتاده در قلمرو پنانگ شامل جزیره امان، جزیره بتونگ، جزیره گدونگ، جزیره کندی و جزیره ریمائو می‌باشند.

## وضعیت آب و هوا
مشابه بقیه مناطق مالزی، پنانگ دارای اقلیم جنگل‌های بارانی که در مرز اقلیم بارانهای موسمی استوائی قرار دارد. هرچند ایالت از ماه دسامبر تا فوریه سال بعد، شرایط جوی اندکی خشک‌تر و کم بارش تری را تجربه می‌کند. شرائط جوی تا حد زیادی توسط دریاهایی که منطقه را احاطه نموده‌اند و سیستم باد متداول تعیین می‌گردد.

نقشه ای که محدوده پنانگ اعظم را نشان داده‌است

مجاورت پنانگ با جزیره سوماترا باعث می‌گردد هر ساله، به جز ذرات حاصل از آتش‌سوزی‌های جنگلی که موقت و زودگذر هستند، مستعد انتقال ذرات گردوغبار توسط باد قرار گیرد. پدیده ای را به‌وجود می‌آورد که ریزگرد جنوب شرق آسیا نامیده می‌شود.
| دما (روز)            | ۳۰–۳۲ درجه سانتیگراد |
| دما (شب)             | ۲۳–۲۵ درجه سانتیگراد |
| متوسط بارندگی سالانه | ۲۶۷۰ میلیمتر         |

## جرج تاون و حومه
پنانگ مرکز پنانگ بزرگ را شکل داده‌است، از لحاظ بزرگی دومین منظومهٔ شهری در مالزی می‌باشد. با محوریت جرج تاون، منطقهٔ بزرگی است که سرتاسر مناطق ایالت پنانگ، جنوب کداح و شمال پراک را در بر می‌گیرد. در سال ۲۰۱۰، حدود ۲٫۵ میلیون نفر در پنانگ بزرگ سکونت داشتند که بعد از کوالالامپور بزرگ، از لحاظ بزرگی رتبه دوم را داشت. پنانگ بزرگ هم چنین تولید ناخالص داخلی به میزان ۱۳٬۵۹۶٬۴۱۸ دلار آمریکا را در سال ۲۰۱۰ کسب نمود، که از این لحاظ بعد از کوالالامپور بزرگ رتبه دوم را به‌دست آورد.

## حکومت و قانون
پنانگ، که پیش از این عضو مستعمره تاج بود، یکی از چهار ایالت‌های مالزی است که بدون سلطنی موروثی اداره می‌شود. رئیس ایالت پنانگ، فرماندار است که توسط پادشاه مالزی منصوب می‌گردد. فرماندار کنونی پنانگ، احمد فوزی عبدالرزاق می‌باشد که در تاریخ اول می ۲۰۲۱ متصدی این مقام گردید. در واقع، فرماندار یک مقام تشریفاتی است که وظایفش بیشتر نمادین و تشریفاتی است.
دولت ایالت پنانگ، قوهٔ مجریه و قوهٔ مقننه مربوط به خود را دارد، ولی در مقایسه با دولت مالزی تا اندازه ای قدرت محدودتری دارد. طبق قانون اساسی مالزی، ایالت توانایی دارد تا بر مسائل مربوط به عوارض گمرکی مالایی، زمین، کشاورزی و جنگلداری، حکومت محلی، کارهای ساخت و ساز و عمرانی و موارد کاری مربوط به حوزهٔ آب و امور مدیریتی ایالت قانون وضع کند، از سوی دیگر مسائلی که وابسته به حوزهٔ مشترک هر دو قدرت فدرال و ایالت هستند از جمله رفاه اجتماعی، پارک‌های ملی و پناهگاه‌های حیات وحش، بورسیه تحصیلی، دامپروری، برنامه‌ریزی شهری، شبکه فاضلاب و آبیاری و بهداشت همگانی و مقررات بهداشتی می‌باشند.
قانون اساسی پنانگ که در سال ۱۹۵۷ تدوین گردید، قوانین عالی ایالتی را دربر گرفته‌است و شامل ۴۲ ماده است که قوانین مربوط به اقدامات قانونی و حوزه اختیارات دولت ایالتی می‌باشد.

## قوهٔ مجریه
شورای اجرایی ایالت پنانگ، قدرت اجرایی دولت ایالت پنانگ است که دارای عملکردی مشابه کابینه کشوری می‌باشد. ریاست قوهٔ مجریه را وزیر اعظم بر عهده دارد، فردی که به عنوان رئیس دولت در پنانگ انجام وظیفه می‌کند. تا امروز، پنانگ تنها ایالتی است که سمت رئیس دولت ایالتی، از زمان استقلال کشور در سال ۱۹۵۷، تحت اختیار فردی از قوم چینی بوده‌است.
وزیر اعظم کنونی پنانگ، چو کن یو از حزب حرکت دموکرات مالزی می‌باشد، فردی است که بعد از انتخابات ایالتی سال ۲۰۱۸ مسئولیت را بر عهده گرفت. بعد از انتخابات ایالتی سال ۲۰۰۸، ائتلاف پاکاتان راکیات (پاکاتان هاراپان کنونی) که در آن زمان شامل حزب حرکت دموکرات مالزی، حزب عدالت مردم (مالزی) و حزب اسلامی پان مالزی بود، رئیس دولتی که قصد داشت بزرگ‌ترین حزب پارلمان ایالتی را شکل دهد، دولت ایالت پنانگ را تشکیل داد.

## قوهٔ مقننه

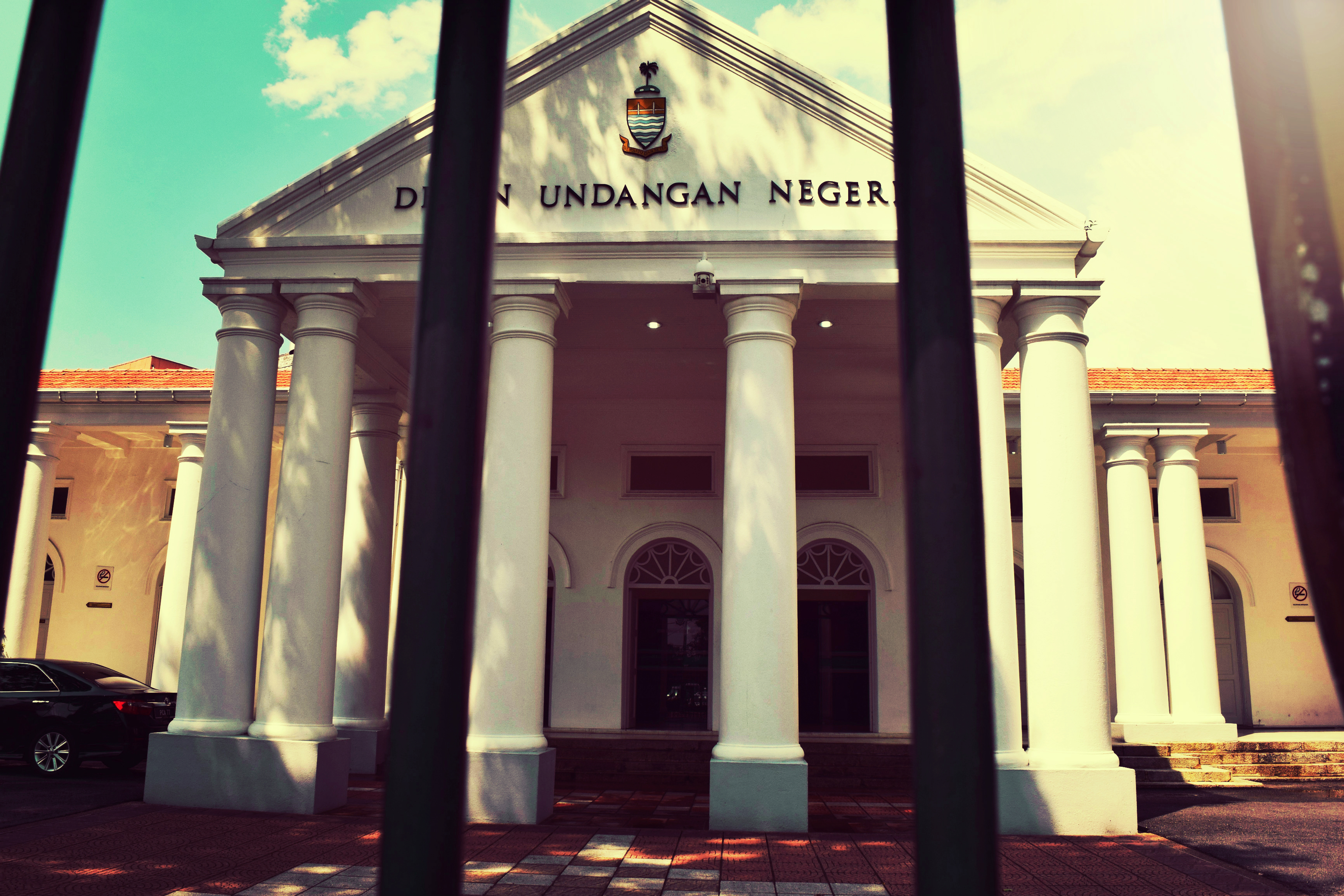
ساختمان مجلس ایالت پنانگ

مجلس قانونگذاری ایالتی پنانگ دارای ۴۰ صندلی است، که اعضاء آن به نام نمایندگان مجلس خوانده می‌شوند، در ساختمان مجلس ایالتی پنانگ با معماری نئوکلاسیک شهر جرج تاون گرد هم می‌آیند. طبق روال نظام وست‌مینستر پنانگ، اعضاء شورای اجرایی ایالت پنانگ از میان نمایندگان انتخاب شده ایالت، تعیین می‌گردند. علاوه بر این، انحلال مجلس قانونگذاری ایالت پنانگ که به‌طور معمول قبل از انتخابات ایالت انجام می‌پذیرد، نیاز به موافقت فرماندار پنانگ دارد.
در پی انتخابات ایالتی سال ۲۰۱۸، ائتلاف پاکاتان هاراپان (پی اچ) با در اختیار گرفتن ۳۷ صندلی، اکثریت را در قوهٔ مقننه به‌دست گرفت. از آن ۳۷ صندلی، ۱۹ صندلی به حزب حرکت دموکرات (دی اِی پی)، ۱۴ صندلی به حزب عدالت مردم (پی کی آر)، ۲ صندلی به حزب بومی تباران متحد مالزی (برساتو) و ۲ صندلی به حزب اعتماد ملی (آمانا) تعلق دارد. جناح اپوزیسیون توسط ائتلاف باریسان ناسیونال (بی ان) شکل گرفته‌است، که ۲ صندلی را در دست دارد و یک صندلی تحت اختیار حزب اسلامی پان مالزی (پی اِی اس) می‌باشد.
اصلاح قوانین قانون اساسی پنانگ نیاز به رای دو سوم از اعضاء نمایندگان مجلس ایالت پنانگ دارد.

## دولت محلی
در حال حاضر، دو دولت محلی در پنانگ وجود دارد
- شورای شهر جزیره پنانگ، سرتاسر جزیره پنانگ که شهر جرج تاون را در بر می‌گیرد را مدیریت می‌کند. از شهردار، وزیر شهر و ۲۴ نماینده تشکیل گردیده‌است.
- شورای شهر سبرانگ پرای که عهده‌دار مدیریت سبرانگ پرای است. آن هم از شهردار، وزیر شهر و ۲۴ نماینده تشکیل گردیده‌است.

هر دو شهردار جزیره پنانگ و سبرانگ پرای توسط دولت ایالت پنانگ برای دورهٔ دو ساله تعیین می‌شوند، در صورتی که نمایندگان برای دورهٔ یکساله برگزیده می‌شوند. شوراهای محلی مسئولیت‌هایی مانند، کنترل ترافیک و توقفگاه، نظافت شهر و شبکه فاضلاب، مدیریت دفع زباله، صدور مجوز کسب و کار و نظارت بر بهداشت همگانی را بر عهده دارند.
همچنین پنانگ به پنج ناحیه اجرایی تقسیم گردیده‌است، دو تا از آنها در جزیره پنانگ و سه تا در سبرانگ پرای قرار دارند. هر ناحیه توسط یک مدیر، هدایت می‌شود. اداره نواحی و مناطق در موضوعات مربوط با جهت‌گیری مدیریت منطقه و عملکرد ناحیه است که با وظایف دولت‌های محلی (شوراهای شهری) که بر تأمین و نگهداری زیر ساختهای شهری نظارت دارد، تفاوت دارد.

## نظام قضایی
ریشهٔ نظام قضایی مالزی به قرن نوزده شهر جرج تاون می‌رسد. در سال ۱۸۰۷، یک منشور سلطنتی به پنانگ اعطاء گردید که برای تأسیس دیوان عالی تهیه شده بود. دیوان عالی پنانگ که بعد در فورت کورن‌والیس استقرار یافت، در سال ۱۸۰۸ افتتاح شده بود. جناب ادموند استنلی در سال ۱۸۰۸ به عنوان نخستین قاضی نیمه وقت دیوان عالی، مدیریتش را بر عهده گرفت، بدین گونه به عنوان اولین قاضی دادگاه برتر در مالایای بریتانیا شروع به خدمت نمود. تشکیلات قضایی پنانگ، به تدریج تا سال ۱۹۵۱ در سرتاسر مالزی گسترش یافت.
دادگاه عالی پنانگ در جرج تاون، امروزه در بالاترین سلسلهٔ مراتب دادگاه‌های پنانگ قرار دارد. همین‌طور چهار دادگاه دادرسی و دو دادگاه جلسات در سرتاسر ایالت پخش هستند.

## روابط خارجی
در مجموع ۲۴ کشور، یا کنسولگری مستقر کرده‌اند یا کنسول ویژه در پنانگ تعیین نموده‌اند. هم چنین ایالت پنانگ با استان کاناگاوا ژاپن توافقنامهٔ خواهر خواندگی و با هاینان چین توافقنامهٔ روابط دوستانه تصویب نموده‌است. علاوه بر این شهر جرج تاون توأمان با هشت شهر رابطهٔ خواهر خواندگی و با پنج شهر توافقنامهٔ روابط دوستانه برقرار نموده‌است، در صورتیکه سبرانگ پرای با ۴ شهر رابطهٔ خواهرخواندگی دارد.

## جمعیت‌شناسی
جمعیت پنانگ در سال ۲۰۲۱ حدود ۱٬۷۷۴٬۰۰۰ نفر تخمین زده شده بود. از نظر تراکم جمعیتی در بین ایالت‌های مالزی (به غیر از کوالالامپور و پوتراجایا)با تراکم جمعیت ۱۷۷۴٫۴ در هر کیلومتر مربع دارای رتبه سوم است. علاوه بر این، پنانگ یکی از مهم‌ترین ایالت‌های دارای جمعیت شهرنشین با جمعیت شهری ۹۰٫۸ درصدی در سال ۲۰۱۵ می‌باشد.
به علت اقتصاد پویای پنانگ، یکی از اصلی‌ترین پذیرش کنند گان مهاجرین بین ایالتی، بین سالهای ۲۰۱۵ و ۲۰۱۶ در مالزی بوده‌است. پنانگ بالاترین نرخ کارایی مهاجرت را در بین ایالتهای مالزی کسب نمود٫ از هر ۱۰۰ نفر مالزی مهاجر ورودی و خروجی در پنانگ، جمعیت ایالت ۵۸ نفر افزوده گردید. بخش اعظم مهاجرین از پراک، سلانگور، کداح، جوهور و کوالالامپور می‌باشند.
جمعیت پنانگ کمابیش به صورت مساوی میان جزیره و سرزمین اصلی تقسیم گردیده‌است.
- جمعیت جزیره پنانگ در سال ۲۰۱۰ معادل ۷۲۲٬۳۸۴ نفر و دارای تراکم جمعیت ۲۴۶۵٫۴۷ در هر کیلومتر مربع بوده‌است.
- جمعیت سبرانگ پرای در سال ۲۰۱۰ معادل ۸۳۸٬۹۹۹ نفر و دارای تراکم جمعیت ۱۱۱۷٫۱۸ در هر کیلومتر مربع بوده‌است.

پنانگ بزرگ، که بخشهایی از مناطق مجاور آن، کداح و پراک را هم در بر می‌گیرد، دومین منطقه کلان‌شهری بزرگ با سکونت حدود ۲٫۵ میلیون نفر در سال ۲۰۱۰ بوده‌است.

## قومیت‌ها
پنانگ، مدتی به خاطر جمعیت بالای چینی‌های پنانگ، به عنوان ایالت چینی‌ها تلقی گردیده بود، ولی در سالهای اخیر بومی پوترا جمعیت ایالت، که شامل نژادهای بومی مالزی شرقی و مالایی مالزی می‌باشد در برابر جمعیت چینی‌های پنانگ به تعادل نزدیک شده‌است. اطلاعات مرکز آمار مالزی نشان داده‌است که در سال ۲۰۲۱ بومی پوترا بیش از دو پنجم از جمعیت پنانگ را تشکیل دهد، درحالی‌که دو پنجم دیگر را چینی‌های پنانگ تشکیل خواهند داد. هندی‌ها نزدیک به یک دهم از مردم محلی را تشکیل می‌دهند.
به‌طور خاص، جرج تاون شهری با اکثریت چینی باقی ماند، به نحوی که چینی‌ها بیش از نیمی از جمعیت شهر را در سال ۲۰۱۰ تشکیل می‌دادند. سکنه چینی جرج تاون شامل پراناکان‌ها می‌باشد، قوم دورگه ای که میراث فاخرشان هنوز این روزها می‌تواند به شکل معماری، آشپزی پراناکان و لباس محلی متمایزشان دیده شود. علاوه بر این، شهر که به خاطر دارا بودن جمعیت چند ملیتی بالا معروف است، دربرگیرندهٔ بومی‌های مالزی شرقی، اوراسیایی‌ها و سیامی‌ها می‌باشد. در ضمن، مالایی‌ها اکثریت نسبی را در سبرانگ پرای تشکیل داده‌اند.
همچنین پنانگ محل سکونت جمعیت مهاجر بزرگی، به ویژه از سنگاپور، ژاپن و کشورهای آسیایی مختلف، به علاوه ملل اتحادیه کشورهای مشترک المنافع می‌باشد. نزدیک به ۹ درصد از جمعیت پنانگ را خارجی‌ها تشکیل می‌دهند که جذابیت خوب پنانگ را در میان مهاجران نشان می‌دهد. اکثریت مهاجرین در حومهٔ جرج تاون سکنی گزیده‌اند، حومهٔ شمال شهر مانند تانجونگ توکونگ، تانجونگ بونگا و باتو فرینگی مناطق محبوب می‌باشند.

## زبان‌ها
زبان‌های اصلی محاوره در پنانگ، زبان مالایی، زبان انگلیسی، هاکین، ماندارین و زبان تامیلی هستند. به خصوص اینکه پنانگ به خاطر زبان متمایز هاکین، که به هاکین پنانگی شناخته می‌شود، معروف است.
طبق قوانین بریتانیا، انگلیسی زبان رسمی پنانگ بود. رشد قارچ گونه مدارس مذهبی و انگلیسی در سرتاسر جرج تاون، بر استفادهٔ گسترده از زبان انگلیسی در ایالت تأثیر زیادی گذاشت.
همانند مناطق دیگر مالزی، زبان رسمی کنونی در پنانگ، مالایی می‌باشد. همچنین مالایی‌های پنانگ از لهجهٔ مالایی کداحی، که حاوی تغییرات ایجاد شده کمی برای وفق پذیری در شهر چند ملیتی می‌باشد، استفاده می‌نمایند.
زبان تامیلی گسترده‌ترین زبان محاوره در بین جامعهٔ هندی‌های پنانگ است. همچنین تعدادی از زبانهای محاوره دیگری میان هندی‌ها وجود دارد که توسط گروه اندکی از هندی‌ها استفاده می‌شود، از قبیل زبان تلوگو، زبان مالایالم و زبان پنجابی که از نژادهای متنوع شبه قارهٔ هند برآمده است. درضمن، جمعیت چینی‌های پنانگ از لهجه‌های متنوع چینی از قبیل چینی هاکا، کانتونی استفاده می‌کنند. زبان ماندارین مالزیایی که بیشتر توسط جوانان مورد استفاده قرار می‌گیرد، مدتی زبان آموزشی مدارس چینی در سرتاسر ایالت بوده‌است.
زبان هاکین پنانگی به عنوان زبان میانجی بین جوامع گوناگون اقوام چینی در پنانگ به کار می‌رود. در اصل نوعی از زبان مین جنوبی می‌باشد، زبان هاکین پنانگی، واژه‌های فراوانی را از زبان انگلیسی و مالایی جذب خود کرده‌است، با این حال میراث فرهنگی دیگری از پراناکان‌ها می‌باشد. صرفنظر از اهداف معاشرتی قومی، این گویش توسط بسیاری از ساکنان پنانگ مورد استفاده قرار می‌گیرد. تأکید بیشتر بر حفظ اهمیت زبان در مواجهه با تأثیر روزافزون زبان انگلیسی و ماندارین در میان جوانان بوده‌است.

## ادیان
همچون دیگر ایالتهای شبه‌جزیره مالزی، اسلام دین رسمی ایالت پنانگ می‌باشد. با این وجود، دیگر ادیان مجاز هستند تا درون ایالت، به خاطر اهمیت جامعه چند ملیتی، فعالیت کنند.
در سال ۲۰۱۰، مسلمانان بیش از ۴۴ درصد، بودایی‌ها حدود ۳۶ درصد و هندی‌ها تقریباً ۹ درصد جمعیت پنانگ را تشکیل می‌دادند. قابل ذکر است که جامعه کوچکتری از چینی‌ها و هندی‌های مسلمان به مدت طولانی در جرج تاون زندگی کرده‌اند، ضمن اینکه اکثریت بودایی‌های پنانگ پیرو مکاتب ترواده، مهایانه یا وجره یانه بوده‌اند. جامعه چند نژادی قابل توجه ای از مسیحیان، از هر دو فرقه کاتولیک و پروتستان‌ها، متشکل از مهاجرین و توابع خارجی اقوام چینی‌ها، هندی‌ها، اوراسیایی‌ها، مالزی‌های شرقی در پنانگ وجود داشته‌اند. در ضمن بیش از ده درصد از مردم چینی ایالت، پیرو تائوئیسم و دیگر ادیان سنتی چینی هستند.
خیابانی منحصر به فرد در جرج تاون، نمایانگر همزیستی مسالمت آمیز ادیان مختلف در پنانگ است. در امتداد خیابان پیت استریت، مکان‌های عبادت مسلمانان، تائوئیسم، هندو و مسیحی به فاصله چند متر از همدیگر واقع شده‌اند، نام مستعاری که به این خیابان داده شده‌است خیابان همدلی است. این امر نمایانگر درهم تنیده شدن تنوع فرهنگی–اجتماعی اقوام گوناگون پنانگ می‌باشد.
روزگاری جامعه کوچکی از یهودیان در جرج تاون وجود داشت که به‌طور عمده در امتداد جاده جلال زین العابدین ساکن بودند (در سابق جادهٔ یهودی نام داشت). آخرین بازمانده یهودی بومی در سال ۲۰۱۱ درگذشت. با طی شدن صدها سال، انقراض جامعه یهودی پنانگ در واقع به وقوع پیوسته‌است.

## اقتصاد
علیرغم ابعاد کوچک، پنانگ به سیلیکون ولی شرق شناخته می‌شود، دارای یکی از بزرگ‌ترین اقتصادهای مالزی می‌باشد. در سال ۲۰۱۵ مقدار ۷ بیلیون رینگیت مالزی درآمد مالیاتی برای کشور محقق نمود. پنانگ دارای بیشترین سرانهٔ تولید ناخالص داخلی در بین ایالت‌های مالزی با سرانهٔ تولید ناخالص داخلی ۴۹٬۸۷۳ رینگیت در سال ۲۰۱۷ بوده‌است. پنانگ هم چنین در آن سال از آستانه مد نظر بانک جهانی برای اینکه جزو جوامع با درآمد اقتصادی بالا، که ۱۲٬۰۵۶ دلار آمریکا بود در نظر گرفته شود، پیشی گرفت.
علاوه بر این، پنانگ به‌طور پایدار یکی از کمترین نرخهای بیکاری کشور را به مقدار منفی ۲٫۱ درصد در سال ۲۰۱۷ ثبت نموده‌است. ایالت همچنین یکی از بزرگترین کاهش شاخص جینی مالزی را به مقدار ۰٫۳۵۶ در سال ۲۰۱۶ تجربه نمود.
پنانگ مقصد اصلی سرمایه گذاران خارجی در مالزی می‌باشد. ایالت بیشترین سهم سرمایه‌گذاری خارجی در مالزی را در سال ۲۰۱۷ در دست گرفت، نزدیک دو پنجم از کل سرمایه‌گذاری خارجی در کشور را به‌دست آورد. علاوه بر این، جرج تاون در سال ۲۰۱۶ توسط آژانس املاک نایت فرانک به عنوان جذابترین مقصد سرمایه‌گذاری املاک در مالزی، حتی جلوتر از کوالالامپور، تلقی گردید بود. در سال ۲۰۱۷، عمده سرمایه گذاران خارجی از سوئیس، آلمان، هنگ کنگ، هلند، ایرلند و سنگاپور بودند. پنانگ آنقدر مقصد جذابی برای سرمایه‌گذاری خارجی است که حتی با وجود شیوع ویروس کرونا در سال ۲۰۱۹، سرمایه‌گذاری خارجی در ایالت ادامه یافت تا اینکه در سه‌ماهه ابتدایی سال ۲۰۲۰، رتبه دوم سرمایه‌گذاری را به‌دست آورد.
رشد اقتصادی پنانگ به ویژه در سال ۲۰۰۸، توسط بلومبرگ ال.پی. به عنوان بزرگ‌ترین موفقیت اقتصادی مالزی توصیف گردید، علیرغم اینکه تمرکز دولت مالزی روی دیگر ایالتها همچون جوهور و ساراواک بود. عملکرد اقتصادی پنانگ همچنین به دولت ایالت پنانگ اجازه داد تا تمام بدهی‌های عمومی خود تا سال ۲۰۱۶ را تسویه نماید.

## صنایع
از دههٔ ۱۹۷۰، تولیدات صنعتی به عنوان ستون اصلی اقتصادی پنانگ شکل گرفت، ۴۴٫۸ درصد از تولید ناخالص داخلی ایالت در سال ۲۰۱۷ را به خود اختصاص داد و بالغ بر ۳٬۰۰۰ بنگاه اقتصادی، درون ایالت به شروع به فعالیت نمودند. تجهیزات حمل و نقل و ماشین آلات، ۷۱ درصد از کل صادرات پنانگ در طی ۹ ماه ابتدایی سال ۲۰۱۴ را به خود اختصاص داد.
٬

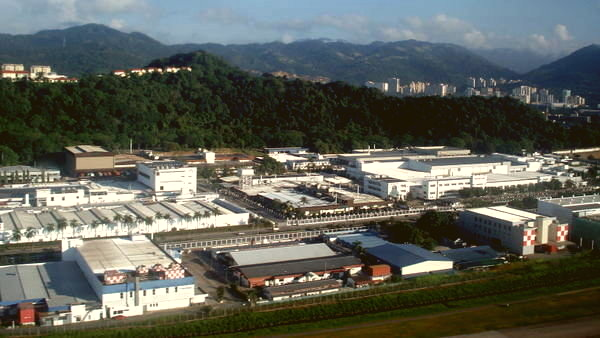
منطقه آزاد تجاری صنعتی بایان لپاس

منطقه آزاد تجاری صنعتی بایان لپاس که اکنون به عنوان سیلیکون ولی شرق قلمداد می‌شود، قطب اصلی تولیدات الکترونیکی مالزی می‌باشد. این ناحیه در کنج جنوب شرقی جزیره پنانگ واقع شده‌است، این منطقه منزلگاه چندین شرکت چند ملیتی صاحب فناوری پیشرفته، مانند دل (شرکت)، اینتل، ای ام دی، موتورولا، اجیلنت تکنولوژیز، رونساس الکترونیکس، اوسرام، روبرت بوش گ‌ام‌ب‌ها، سونی و سیگیت و برخی دیگر می‌باشد.
سبرانگ پرای نیز تحول عظیم صنعتی را شاهد بود، با ایجاد شهرک‌های صنعتی و پالایشگاه‌های نفت که در اواخر قرن بیستم در مناطقی مانند مک ماندین و پرای تأسیس شده‌اند. شرکتهای اصلی محلی مانند شکر مالایی، کارخانه فولاد مالایاواتا، کارخانه فولاد جنوبی، هارویک رابر و سون سون اویل میلز در حال حاضر در پرای فعالیت می‌کنند که توسط شرکتهای چند ملیتی مانند متل (شرکت)، گروه پنسونیک، هیتاچی، میتسوکا، شورون و هانی ول اروسپیس مرتبط بوده‌اند. در سالهای اخیر، باتو کاوان هم به سرعت با همراهی تعدادی از شرکتهای چند ملیتی مانند بوستون ساینتیفیک و بوز، با راه اندازی کارخانجات تولیدی در داخل شهرک، به سمت صنعتی شدن بوده‌است.
به غیر از تولیدات مهندسی و الکترونیکی، پنانگ قطب اصلی جواهرسازی می‌باشد که حدود ۸۵ درصد از صادرات جواهر و طلای کشور را در سال ۲۰۱۶ به خود اختصاص داد. صنعت طلا و جواهرسازی پنانگ، با پیشینه تاریخی تأسیس نهاد گلد اسمیت پنانگ در سال ۱۸۳۲، نسبتاً به خوبی جا افتاده‌است. جواهرات پنانگ به بیش از ۲۰ بازار خارجی از جمله سنگاپور، هنگ کنگ، ژاپن، کانادا و ایالات متحده صادر می‌گردد.

## خدمات
بخش خدمات از بخش تولیدات صنعتی به عنوان بزرگ‌ترین بخش اقتصادی پنانگ، با برآورد مقدار اخیرالذکر ۴۹٫۳ درصد از تولید ناخالص داخلی پنانگ در سال ۲۰۱۷، پیشی گرفته‌است. علاوه بر این، تقریباً سه پنجم از نیروی کار درون پنانگ، در بخش خدمات مرتبط با تولیدات صنعتی به کار گرفته شده‌اند، که شامل خرده فروش، اقامتگاه، گردشگری پزشکی و زیر مجموعه‌های غذا و نوشیدنی می‌باشد. گردشگری پزشکی به عنوان یک جزء جدایی ناپذیر از بخش خدمات پنانگ درآمده است. به‌طور خاص، جرج تاون به مرکز گردشگری پزشکی مالزی تبدیل شده‌است که تقریباً نیمی از گردشگری پزشکی کشور در سال ۲۰۱۳ را جذب خود نمود و ۷۰ درصد از درآمد گردشگری پزشکی کشور را ایجاد نمود.

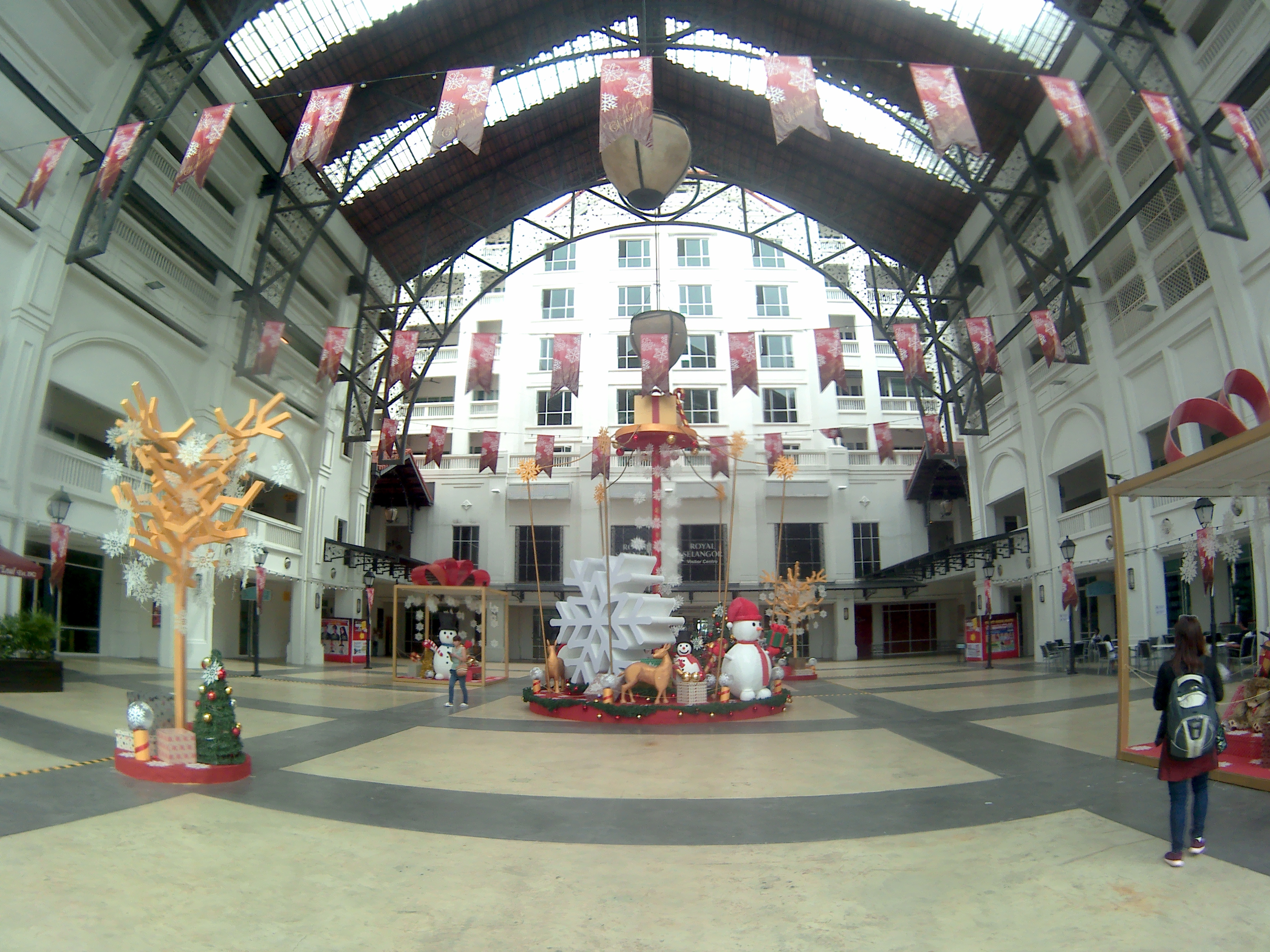
مرکز خرید استریتس کوای

پنانگ همچنین زیر مجموعه‌های پرتحرکی در بخش خرده فروشی دارد که بالغ بر ۲۴ درصد از نیروی کار در پنانگ را به کار گرفته‌است. به عنوان مقصد اصلی خرید در شمال مالزی، پنانگ منزلگاه چندین بازار بزرگ خرید می‌باشد، از جمله گرنی پلازا، گرنی پرگان، وان اس تی اوینیو مال، استریتس کی، کوئینزبای مال و دیزاین ویلیج و مراکز خرید دیگری که در جزیره و سرزمین اصلی می‌باشند. در حالی که امروزه بازار بزرگ خرید در آوردگاه خرده فروشی‌ها چیره گردیده‌اند، خانه مغازه‌هایی با قدمت صدها سال هنوز در کنار سمساری‌ها و بازار گوشت و ماهی جرج تاون فعالیت می‌کنند. همگی آنها بیشتر محصولات محلی، از قبیل ادویه جات، جوز هندی و خوراکی لذیذ پنانگ به نام تائوسارپنه را عرضه می‌کنند.
با توجه به تلاشهای دولت ایالت پنانگ برای ارتقاء ایالت به عنوان قطب برون سپاری، پنانگ بعد از کوالالامپور، دومین نقش بزرگ از سرمایه‌گذاری را برای خدمات جهانی در مالزی جذب نموده‌است. فعالیت برون سپاری پنانگ، که شامل شرکتهای بین‌المللی همانند ایرآسیا، سیتی گروپ، جابیل و دل (شرکت) می‌باشد، بیش از ۸٬۰۰۰ شغل با درآمد بالا را فراهم نموده و درآمد ۱۲٫۷۹ بیلیون رینگیت مالزی را در سال ۲۰۱۳ سبب شده‌است.
افزون بر این موارد، مدتی است که بخش استارت آپ اجتماعی، همچون پیک توچارت و دلیورایت، در پنانگ در حال رشد است. حضور چند شرکت فناوری تکنولوژی و کاهش هزینه‌های روزمره زندگی را موجب شده‌است، استارت آپ‌های پنانگ هم چنین به‌طور جدی توسط بخشهای عمومی و خصوصی با ابتکار عملهایی جهت تقویت کارآفرینی و ترویج اینترنت اشیاء حمایت می‌شوند.
علاوه بر اینها، جرج تاون بعد از کوالالامپور دومین مرکز پرطرفدار برای برگزاری (ام آی سی یی) تجمع‌ها، مشوق‌ها، نشست‌ها و نمایشگاه‌ها می‌باشد. در سال ۲۰۱۷، پنانگ میزبان ۲٬۵۱۱ رخداد تجاری با تأثیر برآورد اقتصادی ۱٫۰۰۲ بیلیون رینگیت مالزی بود. از جمله مراکز اصلی برگزاری نشست‌ها، جلسات انگیزشی، گردهمایی‌ها و نمایشگاه‌ها در پنانگ، اس‌پی‌آی‌سی‌ئی آرنا، استریتس کی و پرنگین مال می‌باشد.

## تجارت
جرج تاون در گذشته مرکز مالی مالایای بریتانیا بود. در سال ۱۸۷۵، اولین شعبه بانک بین‌المللی در جرج تاون، توسط بانک استاندارد چارترد افتتاح گردید. این مسیر توسط گروه بانکداری اچ اس بی سی و رویال بانک اسکاتلند به ترتیب در سالهای ۱۸۸۵ و ۱۸۸۸ ادامه پیدا نمود.
تا امروز، جرج تاون به عنوان مرکز مالی شمال مالزی انجام وظیفه نموده‌است. شهر دارای بانکهای بین‌المللی و بانکهای مالزی مختلفی، از قبیل استاندارد چارترد، اچ اس بی اس، سیتی بانک، یونایتد اورسیز بانک، اوسی‌بی‌سی بانک، بانک چین و بانک مرکزی مالزی می‌باشد. اکثر بانکهای بین‌المللی هنوز شعب خود را در بلوار ساحلی حفظ نموده‌اند که به عنوان ناحیه اصلی تجاری مرکزی، خدمات ارائه می‌دهند.
ار دههٔ ۱۹۹۰، بلوار نورثام همراه با گرنی درایو، به عنوان دومین ناحیه تجاری مرکزی جرج تاون ظهور پیدا نمود. به خصوص بلوار نورثام، میزبان مجموعه ای از ارائه دهندگان خدمات مالی از قبیل صندوق پس‌انداز کارمندان مالزی و هم چنین ادارات حسابداری، حسابرسی و بیمه می‌باشد.
امور مالی و فعالیتهای مربوط به آن، از قبیل بیمه، حسابرسی و معاملات املاک، بیش از ۸ درصد از تولید ناخالص داخلی پنانگ در سال ۲۰۱۷ را، به خود اختصاص داده‌است.

## گردشگری

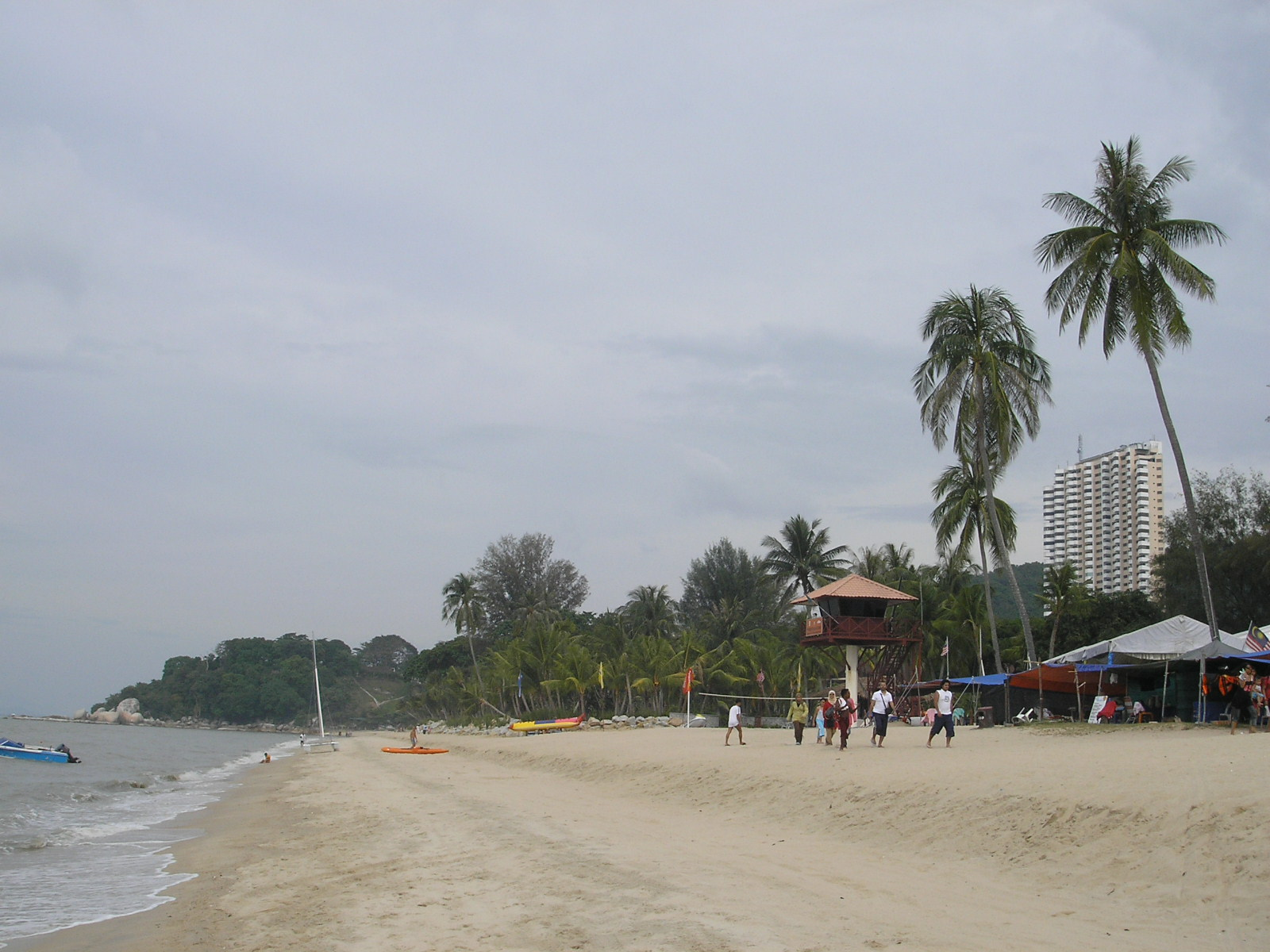
ساحل باتو فرینگی

پنانگ همواره یکی از محبوبترین مقاصد گردشگری در مالزی بوده‌است. در طول تاریخ، ایالت پذیرای برخی از شخصیتهای مهم از قبیل سامراست موام، رودیارد کیپلینگ، لی کوآن یو، الیزابت دوم و چارلز، شاهزاده ولز بوده‌است. پنانگ به خاطر میراث غنی و معماری، جامعه متنوع فرهنگی سرزنده، حق انتخاب طیف وسیعی از تفریحات مدرن و خرده فروشی، ویژگی‌های طبیعی از قبیل سواحل و تپه‌ها و آشپزی پنانگی که دارای شهرت جهانی است، شناخته شده‌است.
برخلاف دیگر ایالتهای مالزی، پنانگ تنها به ورود گردشگران از طریق مسیر هوایی متکی نیست. به غیر از فرودگاه بین‌المللی پنانگ، اسکله سوتتنام، در مرکز جرج تاون به سهولت در دسترس است که به عنوان یک درگاه اصلی ورودی توریست به ایالت شکل گرفته‌است. در سال ۲۰۱۷، پنانگ نزدیک به ۸٫۶ میلیون توریست را جذب خود نمود، که ۷٫۲ میلیون نفر ورودی گردشگران از فرودگاه و ۱٫۳۵ میلیون نفر از اسکله بوده‌است. در همان سال، پنانگ که موجب درآمد مالیاتی نزدیک به ۳٫۹ میلیون رینگیت مالزی از گردشگری گردیده بود، بعد از کوالالامپور و صباح، از این لحاظ حائز رتبه سوم گردید.
در سالهای اخیر، جرج تاون افتخارات بین‌المللی متعددی کسب نموده‌است. شهر مدتی توسط چند رسانه از قبیل لونلی پلانت، سی ان ان، فوربز و تایم به عنوان یکی از بهترین مقاصد مسافرت به آسیا در لیست فهرستشان قرار گرفته بود. علاوه بر این موارد، شهرت جرج تاون به عنوان بهشت مواد خوراکی، با قراردادن این شهر در لیست سی ان ان، به عنوان یکی از بهترین شهرهای دارای مواد غذایی خیابانی همراه بوده‌است.

### بندر تجاری و کشتیرانی
در گذشته با وجود اینکه پنانگ مرکز حیاتی ترانزیت و تبادل کالای بریتانیا بود، به علت عدم منطقه آزاد تجاری بودن جرج تاون تا سال ۱۹۶۹، و هم‌زمان توسعه بندر کلانگ در نزدیکی کوالالامپور، پایتخت کشور، تجارت دریایی در پنانگ تا حد زیادی کاهش یافته بود.
علیرغم این بندر پنانگ، همچنان بندرگاه اصلی شمال مالزی باقی ماند. بندر پنانگ بیش از ۱٫۵۲ TEUs محموله بار را در سال ۲۰۱۷ جابجا نمود که باعث شد تا به عنوان سومین پایانه بندری از لحاظ حجم کاری در کشور قرار گیرد. موقعیت استراتژیک بندر، آن را قادر ساخته بود تا نه تنها به ناحیه شمال مالزی، بلکه به ناحیه جنوب تایلند هم خدمت رسانی نماید.

## فرهنگ

### فستیوال‌ها
جامعه چند ملیتی و متنوع پنانگ بدین مفهوم است که هر سال مراسم و جشن‌های خیلی زیادی در آن برگزار می‌شود. عمده جشن‌های مذهبی و فرهنگی در ایالت شامل، البته تنها محدود به اینها نیست، سال نو چینی، عید فطر، دیوالی، تایپوسام، وایساخی، کریسمس، روز بودا و سونگکران می‌باشد.
مهاجرین مقیم پنانگ مراسم دیگری را مرسوم نموده‌اند. بن اودوری هر سال توسط ژاپنی‌ها در جرج تاون، همزمان با روز سنت پاتریک و اکتبرفست، که به‌طور معمول به ترتیب توسط ایرلندی‌ها و آلمانی‌ها برگزار می‌شود، در میان مردم منطقه محبوبیت کسب نموده‌اند.
علاوه بر این، پنانگ هرساله میزبان چندین فستیوال بزرگ می‌باشد. فستیوال جرج تاون اولین بار در سال ۲۰۱۰ برگزار گردید که به یکی از بزرگ‌ترین رویدادهای هنری در جنوب شرقی آسیا ارتقاء پیدا نمود، درحالی‌که فستیوال بالون هوای گرم پنانگ نزدیک به ۲۰۰٬۰۰۰ بازدید کننده از سراسر دنیا را جذب خود نمود.

## هنرهای نمایشی
جرج تاون، زادگاه بی مانند حرکت دسته جمعی رژه چینگای می‌باشد که در سال ۱۹۱۹ مرسوم گردید. نوع چینگای پنانگ اجرای حرکت تعادل پرچمهای بسیار بزرگ روی پیشانی یا دست افراد را در بر می‌گیرد. هر ساله رژه چینگای در شهر در ماه دسامبر برگزار می‌شود. هرچند اجرای چینگای یک مشخصه مشترک جشنهای چینی و جشنهای بزرگ ایالتی در پنانگ می‌باشد.

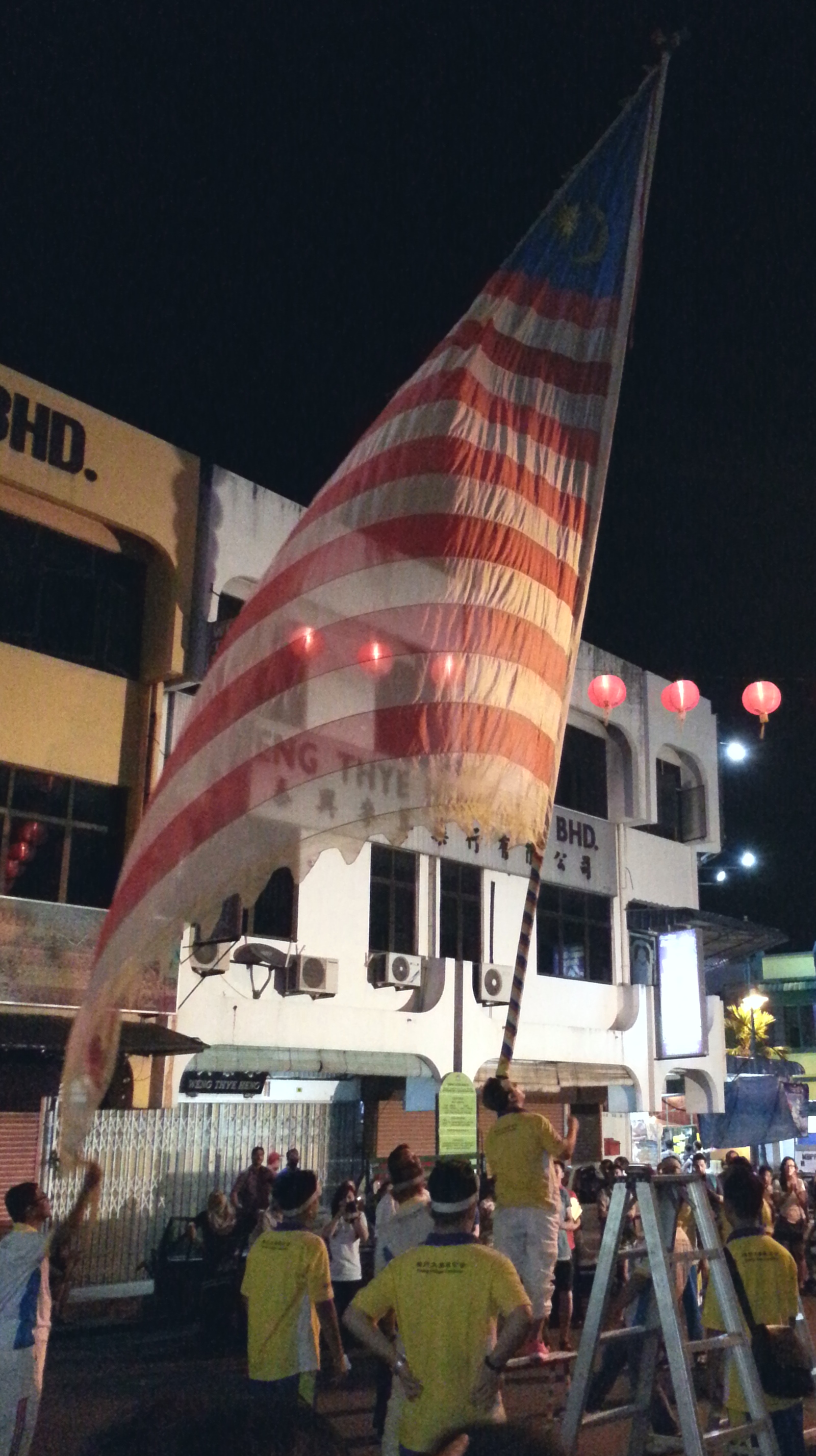
چینگای پنانگ

بانگساوان، که در پنانگ گسترش یافته بود، نوعی از تئاتر مالایی است که از فرهنگ هندی، غربی، اسلامی، چینی و اندونزی تأثیر گرفته‌است. همچنین طبقه اجتماعی هندی بوریا، با ویژگی آوازخوانی همراه با ویولن، ماراکا و طبله، در پنانگ به صورت بومی درآمده اند.
به غیر از این موارد، ایالت دارای تعدادی ارکستر است که در جرج تاون استقرار یافته‌اند، ارکستر فیلارمونیک پنانگ، ارکستر سمفونی پنانگ و همچنین چند سالن و تشکیلات موسیقی، از جمله جایزهٔ اجرای گروهی، آموزش موسیقی روندو پروداکشن می‌باشند. دیوان سری پینانگ و پنانگ پک در استریتس کی دو مرکز اصلی اجرا در شهر می‌باشند.

## هنر خیابانی
در سال ۲۰۱۲، به عنوان بخشی از فستیوال جرج تاون، هنرمند لیتوانی ارنست زاخارویچ، شش عدد نقاشی دیواری در ارتباط با فرهنگ محلی، شهروندان و سبک زندگی را خلق نمود. علاوه بر این، مدتی چند طرح فلزی هنری در جرج تاون نصب گردیده‌اند که در ارتباط با جزئیات تاریخ شهر و زندگی روزانه شهروندان می‌باشد. در سالهای اخیر، چشم‌انداز هنر خیابانی در شهر، در مناطقی مانند بالیک پولائو و باتروورت، گسترش یافته‌اند.
همچنین اغلب نمایشگاه آثار هنری در مراکز فرهنگی شهر جرج تاون، مانند هین باس دپوت برگزار می‌گردد.

## موزه‌ها
موزه و گالری هنری پنانگ در جرج تاون مهم‌ترین موزه عمومی ایالت می‌باشد٫ محل نگهداری عکس‌ها، نقشه‌ها و آثار باستانی و اشیاء عتیقه ای که مدارکی برای نمایش فرهنگ و تاریخ پنانگ هستند، می‌باشد.
دیگر موزه‌های شهر بر جنبه‌های مذهبی و فرهنگی و هم چنین شخصیتهای مشهور متمرکز شده‌اند، از جمله موزه اسلامی پنانگ، موزه سون یات سن، موزه تابلوهای نقاشی باتیک و موزه و گالری اونیورسیتی ساینز مالزی. علاوه بر اینها، محل تولد بازیگر–خواننده مشهور مالزی، پ. رمله، مدتی بازسازی گردیده و به موزه تبدیل شده‌است.
در سالیان اخیر موزه‌های اختصاصی، همچون موزه دوربین و موزه اسباب بازی پنانگ، در سرتاسر شهر ایجاد شده‌اند. مدتی است که تعداد کمی هم از موزه‌های جدیدتر تعاملی و بصری سه بعدی، همانند موزه تعاملی تولید شده در پنانگ و تونل زمان پنانگ، ایجاد گردیده‌اند.

## عمارت‌ها

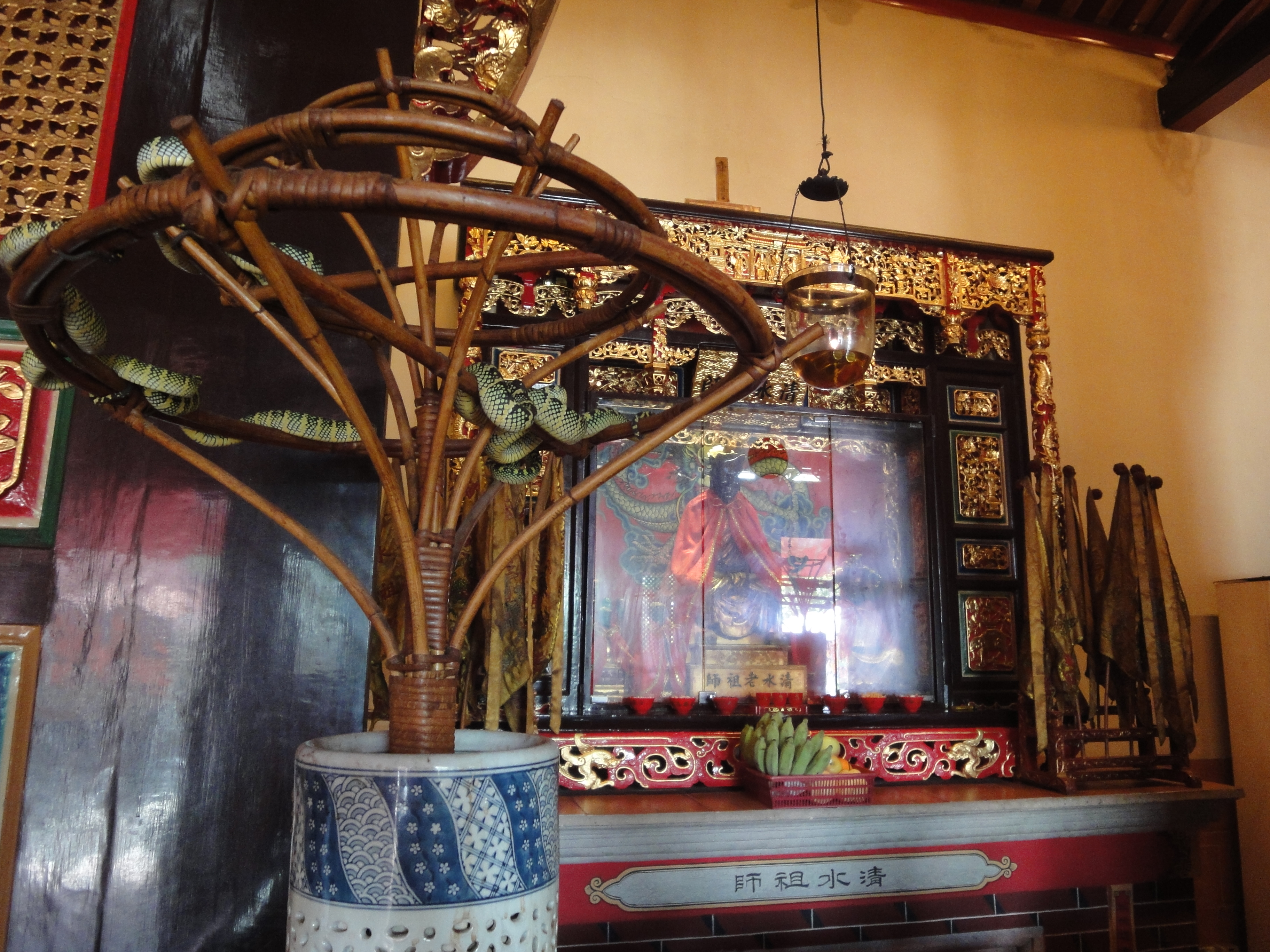
نمایی از درون معبد مار

پنانگ منزلگاه طیف نسبتاً گسترده‌ای از عمارتهای تاریخی و مدرن می‌باشد. مدتی است که بافت تاریخی مرکز جرج تاون به خاطر چشم‌انداز بی نظیر و بی همتای آن در آسیای جنوب شرقی به عنوان سایت میراث جهانی یونسکو ثبت گردیده‌است.
فورت کورن‌والیس، در جرج تاون، اولین بنای ساخته شده در پنانگ توسط بریتانیا بود. هم چنین سایت میراث جهانی یونسکو چندین مکان بی نظیر مهم، از جمله سیتی هال، پنانگ‌های کورت، کلیسای سنت جورج، هتل ایسترن و اورینتال و منطقه تجاری سنترال در بیچ استریت را دربر گرفته‌است. به غیر از سبک معماری اروپایی، مجموعه بزرگی از سبکهای معماری آسیایی هم در سرتاسر جرج تاون وجود دارد، نمونه ای از ساختمانها مانند معبد الهه رحمت، عمارت چئونگ فات زی، عمارت پینانگ پراناکان، خو کونگسی، معبد مار، مسجد کاپیتان کلینگ و معبد سری ماهاماریامان می‌باشند. در ضمن تایلندی‌ها و برمه ای‌ها از این لحاظ، مواردی همچون معبد چایامانکالارام، معبد برمه‌ای دامیکاراما و کک لوک سی در نقاط مشخصی از شهرتأثیر قابل ملاحظه ای بر جای گذاشته‌اند.

به غیر از معماری بر جای مانده از دوران استعمار، جزیره پنانگ دارای آسمان‌خراش‌های زیادی درون پنانگ می‌باشد، همراه با ساختمانهای مرتفع دولتی که همگی درون جزیره واقع شده‌اند. مرتفع‌ترین آسمانخراش‌ها در جرج تاون و در گسترهٔ پنانگ، از جمله کومتار، ستیا وی، گرنی پرگان و آرتی اس می‌باشند. 

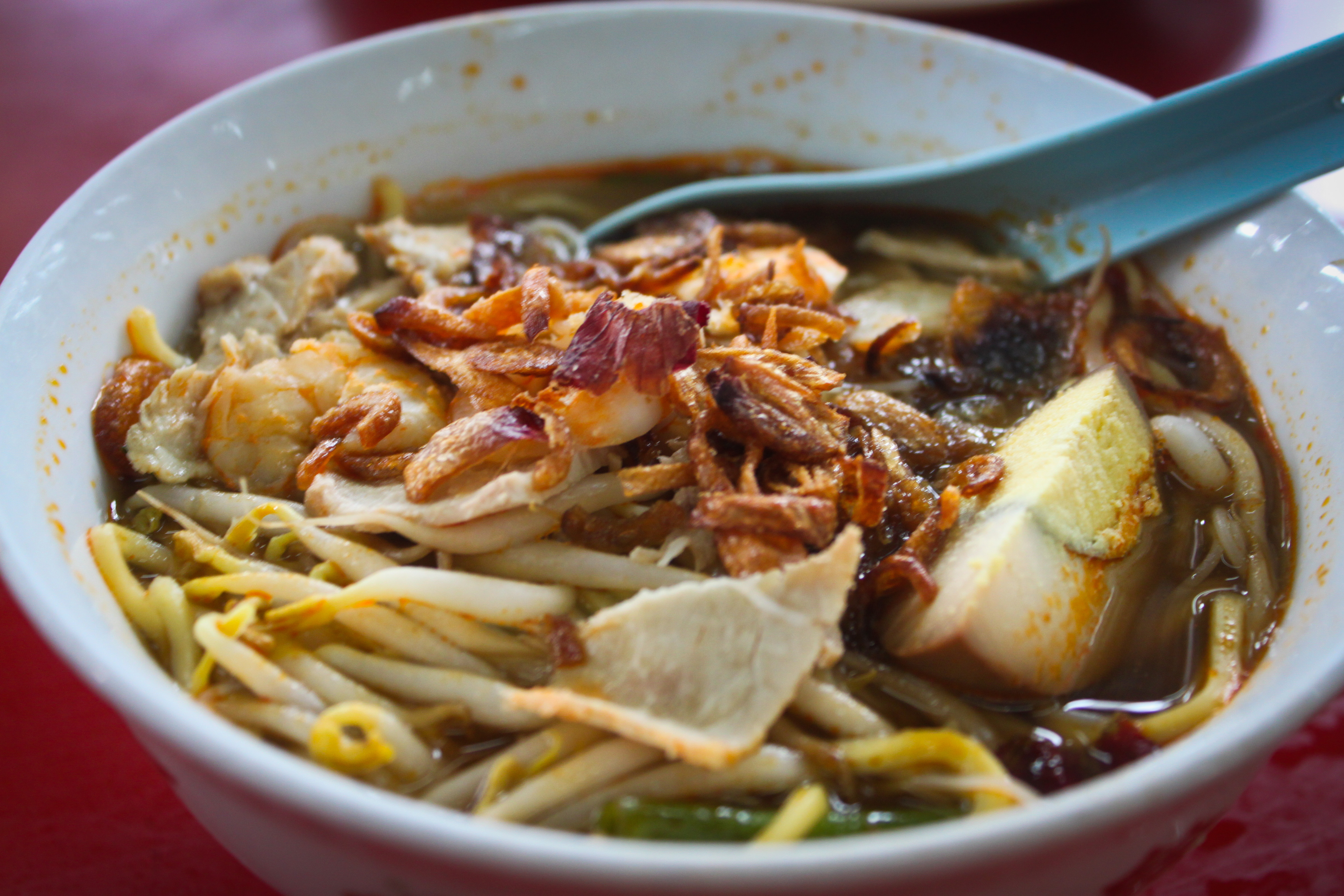
غذای هاکین می پنانگ

## پنانگ پایتخت غذا در مالزی
شهر پنانگ، مروارید شرق مالزی و ترکیبی رنگارنگ از ساختمان‌های استعماری بریتانیا و بازارهای به سبک چینی با هنرهای خیابانی پررونق است. پنانگ که به جورج تاون هم مشهور است پایتخت غذایی مالزی است. پنانگ مقصدی خارق‌العاده برای شکم گردی است. پس برای دریافت ویزای توریستی مالزی عجله کنید!
غذاهای خیابانی مالزی از نظر طعم و تنوع بی‌نظیر هستند. دستفروشان خیابانی بدون شک قهرمانان گمنام بازار غذای مالزی هستند که با چند رینگیت شما را مهمان غذاهای خوشمزه‌ای می‌کنند که نظیرش را تا به حالا نچشیده‌اید.
جرج تاون که به عنوان مرکز غذای مالزی مورد توجه عموم قرار گرفته‌است، به خاطر خوراکی‌های متنوع و خوب معروف است که غذاهای در ارتباط با آشپزی مالایی، آشپزی چینی، آشپزی هندی، آشپزی پراناکان، آشپزی تایلندی و آشپزی اروپایی را دربر گرفته‌است. شهر مدتی است توسط رسانه‌های مختلفی مانند مجله تایم، سی ان ان و لونلی پلانت به عنوان یکی از شهرهای آسیایی دارای بهترین خوراکی‌های خیابانی تشخیص داده شده‌است. بر اساس نظر مجله تایم در سال ۲۰۰۴، هیچ جایی را مثل جرج تاون نمی‌توانید بیابید که هم غذایش خوشمزه و هم خیلی ارزان باشد. درحالی‌که روبین بارتون از لونلی پلانت ، جرج تاون را، که بعد از سال ۱۷۸۶ به عنوان بندر تجاری شروع به فعالیت نمود، به عنوان کانون آشپزی بسیاری از فر هنگ‌ها، از مالایی گرفته تا هندی، از آچه ای گرفته تا چینی، از برمه ای گرفته تا تایلندی توصیف نمود.
تنقلات و غذاهای متنوع خیابانی پنانگ از جمله (البته محدود به این موارد نیست)، لاکسا، ناسی لمونی، چار کوای تئو، کاری می، هاکین می، ناسی کاندار، او چیان (املت صدف سرخ شده)، لور باک، روجاک، پاسمبور، چندال، آیس کاچانگ و تائو سار نئه (شیرینی بیسکویتی لوبیایی) می‌باشند.

## آموزش
نرخ باسوادی در سال ۲۰۱۰ در پنانگ ۹۸٫۲ درصد بود. درحالی‌که به صورت ویژه، نرخ باسوادی جوانان بین ۱۵ تا ۲۴ سال در سال ۲۰۱۴ به ۹۹٫۵ درصد ترقی پیدا نموده بود که از این لحاظ جایگاهش بعد از سلانگور و کوالالامپور قرار داشت. به‌طور مشابه، پنانگ در مالزی از لحاظ شاخص توسعه انسانی حائز رتبه سوم بود.
پنانگ در سال ۲۰۱۷، در هر دو بخش سرزمین اصلی و جزیره، در مجموع دارای ۴۸ مؤسسه آموزشی (شامل دانشگاه، کالج، کالج پزشکی، مؤسسات آموزشی صنعتی و مؤسسات مهارت افزایی)، ۱۲ مدرسه بین‌المللی، ۱۱۰ مدرسه دورهٔ متوسطه، ۲۷۱ مدرسه ابتدایی و ۶۰۲ مهد کودک بود.
به‌طور ویژه، جرج تاون منزلگاه قدیمی‌ترین مدارس مالزی می‌باشد. مدرسه رایگان پنانگ که در سال ۱۸۱۶ تأسیس شد، قدیمی‌ترین مدرسه انگلیسی در جنوب شرقی آسیا می‌باشد. حال آنکه، مدارس عمومی متعددی، از قبیل آموزشگاه سنت خاویر، مدرسه دخترانه سنت جورج و مدرسه پسرانه متدیست در دورهٔ استعمار در پنانگ تأسیس شد. علاوه بر این، شهر با تأسیس دبیرستان چونگ وا کونفوسیوس در سال ۱۹۰۴، جهت ترویج آموزش زبان چینی در منطقه پیشگام گردید. چند مدرسه چینی برجسته از قبیل دبیرستان چونگ لینگ، دبیرستان دخترانه چینی پنانگ، دبیرستان هنگ ای، دبیرستان جیت سین و دبیرستان فور تای ساخته شد.
به عنوان مقصدی محبوب مهاجران، جرج تاون دارای تعدادی مدارس بین‌المللی همچون مدرسه بین‌المللی پنانگ، مدرسه بین‌المللی دالات، مدرسه بین‌المللی تنبی و مدرسه بین‌المللی هوا ژیا می‌باشد. این مدارس اغلب در سطح ابتدایی و دبیرستان و پیش دانشگاهی و دیپلم بین‌المللی آی بی می‌باشند. تعداد کمی از این مدارس همانند مدرسه ژاپنی پنانگ و مدرسه چین تایپه باب میل مهاجرین ملیت‌های خاص هستند.

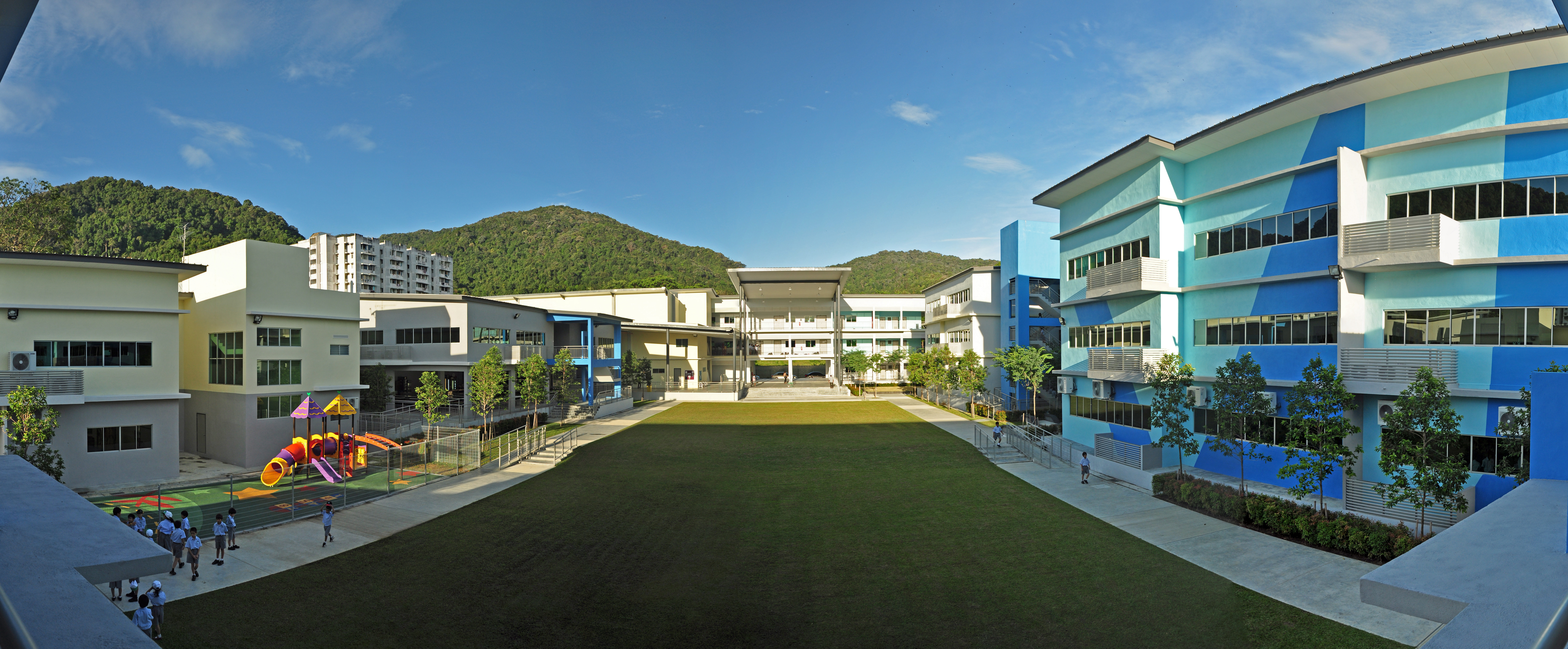
مدرسه بین‌المللی تنبی پنانگ

دانشگاه علوم مالزی، دانشگاه برتر دولتی پنانگ است. در سال ۱۹۶۹ تأسیس گردید، این دانشگاه ابتدا به نام دانشگاه پولائو پینانگ (دانشگاه پنانگ) نامگذاری شده بود. پردیس اصلی در گلوگور قرار دارد و در همان حال مدتی است یک پردیس مهندسی در نیبونگ تبل ساخته شده‌است. در سال ۲۰۱۸ در رتبه‌بندی دانشگاهی کیواس حائز رتبه ۲۰۷ و در داخل کشور رتبه چهارم گردید.

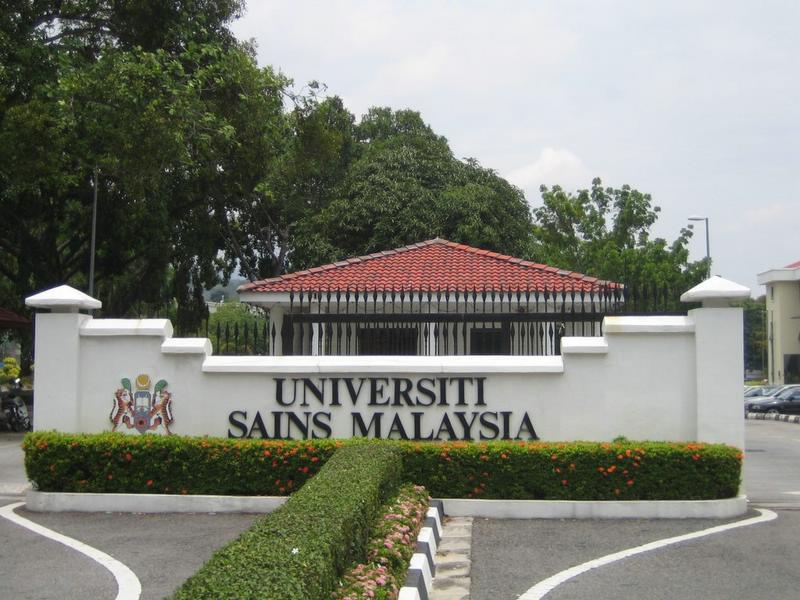
بخش ورودی دانشگاه علوم مالزی در پنانگ

پردیس دانشگاهی RCSI & UCD مالزی، یک دانشگاه پزشکی در جرج تاون است که دارای بیمارستان آموزشی در پنانگ و پراک می‌باشد. در سال ۱۹۹۶ به عنوان مدرسه پزشکی خصوصی تأسیس گردید، در سال ۲۰۱۸ به وضعیت دانشگاه ارتقاء پیدا نمود و تنها شعبه پردیس دانشگاه ایرلندی در مالزی است. فارغ التحصیلان این دانشگاه مفتخر به دریافت مدرک دانشگاهی از دانشگاه ملی ایرلند می‌گردند.
مؤسسات آموزشی دیگری از قبیل دانشگاه اوپن واواسان، کالج دانشگاهی ارتباطات هان چیانگ، کالج DISTED، کالج مرکزی پنانگ، کالج SEGi، کالج KDU، کالج بین‌المللی INTI، آکادمی هنر اکیوتور، مرکز توسعه و مهارتهای پنانگ و کالج پرستاری لام وه ای در پنانگ وجود دارد. غیر از این مؤسسات، مرکز آموزشی منطقه ای علوم و ریاضیات، با قابلیت هدفگذاری پژوهشی و آموزشی در پیشرفت آموزش علوم و ریاضیات در جنوب شرقی آسیا، در پنانگ وجود دارد.
این ایالت هم چنین، دارای ۱۰۷ کتابخانه از جمله کتابخانه ایالتی پنانگ و کتابخانه دیجیتال پنانگ می‌باشد. کتابخانه دومی در سال ۲۰۱۶ توسط دولت ایالت پنانگ به عنوان اولین کتابخانه دیجیتال مالزی در پنانگ ایجاد شد.

## بهداشت و درمان
بهداشت و درمان پنانگ در حد مناسبی در سرتاسر ایالت توسط بیمارستانهای دولتی و خصوصی در دسترس قرار دارد. بیمارستان‌ها هم چنین به پنانگ کمک می‌کنند تا به عنوان مرکز گردشگری پزشکی در مالزی مد نظر قرار گیرد. بیمارستان عمومی پنانگ توسط وزارت بهداشت مالزی اداره و تأمین مالی می‌شود که بیمارستان مرجع اصلی در شمال مالزی است. این بیمارستان توسط پنج بیمارستان عمومی دیگر، که همه آنها تحت نظر وزارت بهداشت مالزی اداره می‌شوند، پشتیبانی می‌شود.

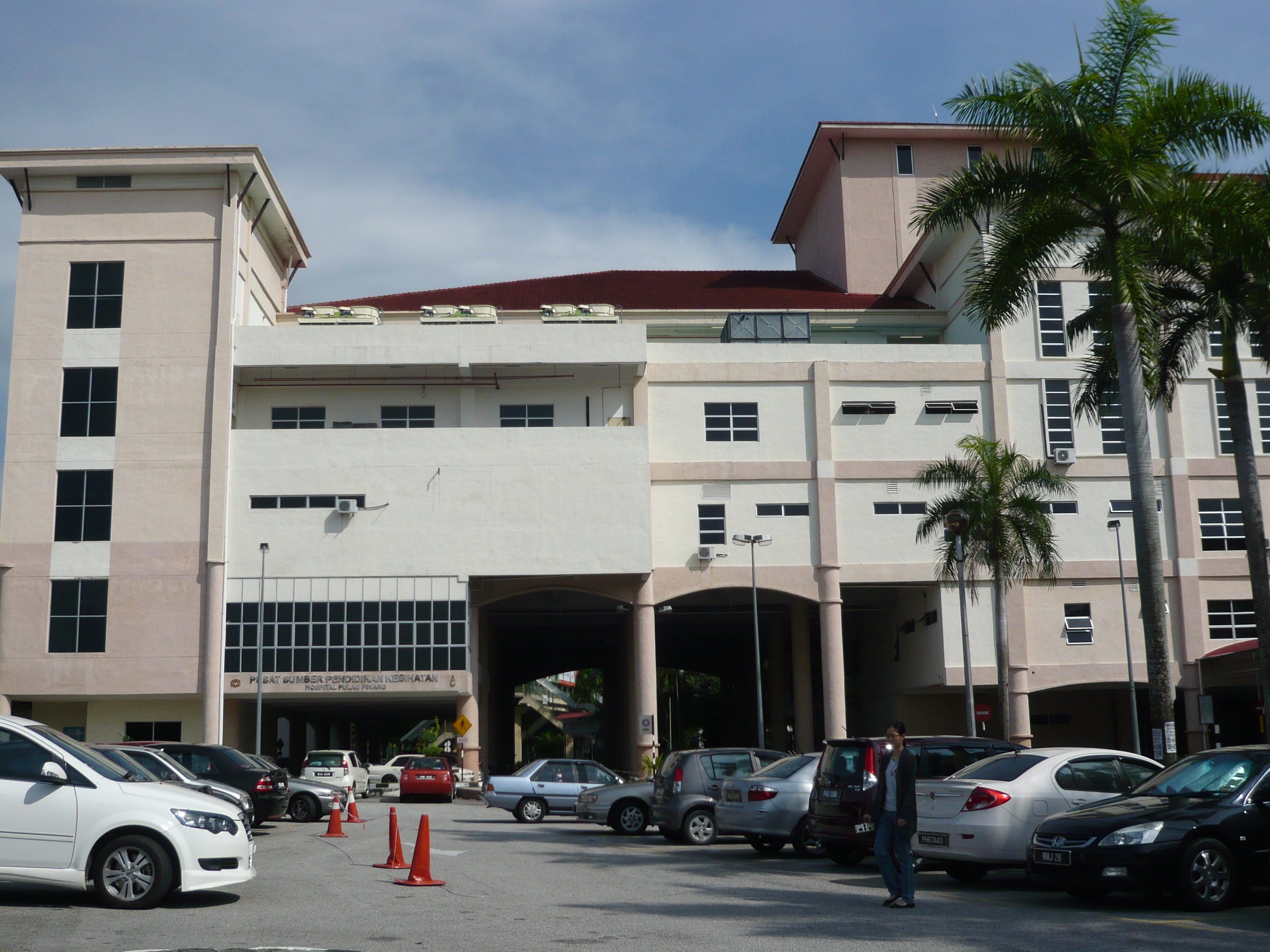
بیمارستان عمومی پنانگ در سال ۲۰۱۱

به غیر از بیمارستانهای عمومی، پنانگ ۱۵ بیمارستان خصوصی از قبیل بیمارستان آیلند، بیمارستان ادونتیست پنانگ، بیمارستان مونت میریام، مرکز پزشکان لو گوان لی، بیمارستان لام وه ای و بیمارستان پانتای را داراست. این بیمارستان‌ها نه تنها در خدمت مردم منطقه هستند بلکه بیماران سایر ایالت‌ها و توریست‌های خارجی گردشگری درمانی را پذیرش می‌کنند.
میزان مرگ و میر کودکان به میزان ۸۵ درصد بین سالهای ۱۹۷۰ تا ۲۰۰۰ تقلیل یافته‌است و به مقدار ۵٫۷ در هر ۱٬۰۰۰ نفر رسیده‌است، در همین حال نرخ مرگ و میر نوزادان به میزان ۸۴٫۷ درصد کاهش یافته و متناسب با همین دوره به ۴٫۱ نوزاد در هر ۱٬۰۰۰ نوزاد متولد شده رسیده‌است. در سال ۲۰۱۷، میزان امید به زندگی در پنانگ برای مردان ۷۲٫۵ سال و برای زنان ۷۷٫۷ سال بوده‌است.

## رسانه

### انتشارات
یه زمانی جرج تاون مرکز اصلی چاپخانه مالزی بود. اولین جریده ای که در شهر چاپ شد، جریده جزیره شاهزاده ولز در سال ۱۸۰۶ بود. استار یکی از روزنامه‌های کنونی برتر مالزی می‌باشد که منشأ آن روزنامه محلی است که در دههٔ ۱۹۷۰ در جرج تاون تأسیس شده بود. در صورتی که قدیمی‌ترین روزنامه چینی کشور، وونگ وا ایت پو، در شهر در سال ۱۹۱۰ بنا نهاده شد.
در سال ۲۰۱۱ وزیر اعظم پنانگ، لیم گوان انگ، نسخه مجله تایم اوت را در پنانگ چاپ نمود. این نسخه از مجله بین‌المللی در سه نوع راهنمای سالانه، وب سایت و اپلیکیشن موبایل منتشر شد.
هم چنین دولت ایالت پنانگ روزنامه مربوط به خود را به نام بولتن موتیارا که به چند زبان مختلف بود منتشر نمود که هر دو هفته یکبار به صورت رایگان توزیع می‌گردید. رویکرد روزنامه پنانگ بر موضوعات داخل پنانگ تمرکز دارد.

## فیلم و تلویزیون
به خاطر اینکه فضای شهری دوران عصر استعمار به خوبی باقی مانده‌است، بعضی از فیلم‌ها همانند آسیایی‌های خرپول، آنا و شاه و شهوت، احتیاط در جرج تاون فیلمبرداری گردیده‌اند. فیلم آخری اولین فیلمی است که به صورت کامل به زبان هاکین پنانگی فیلمبرداری گردید. سریال سفر:دوران تومولوس و سریال نیونیای کوچک متعلق به شبکه تلویزیونی کانال هشت سنگاپور نیز درون سایت شهری پنانگ فیلمبرداری گردیده‌اند. علاوه بر این شهر یکی از ایستگاه‌های خدماتی برنامه تلویزیونی مسابقات حیرت‌انگیز قسمت شانزده، مسابقات حیرت‌انگیز قسمت چهارم آسیا و مسابقات حیرت‌انگیز قسمت پنجم آسیا بود.

## حمل و نقل

### زمینی
جزیره پنانگ توسط دو عدد پل به سرزمین اصلی متصل می‌شود. پل پنانگ به طول ۱۳٫۵ کیلومتر در سال ۱۹۸۵ تکمیل گردید که در تنگه پنانگ میان بخش گلوگور در جزیره و پرای در سرزمین اصلی کشیده شده‌است. پل دوم پنانگ به طول ۲۴ کیلومتر در بخش جنوبی قرار گرفته‌است که بخش باتو مائونگ در جزیره را به بخش باتو کاوان در سرزمین اصلی متصل می‌کند. پل آخری در سال ۲۰۱۴ برای عموم افتتاح گردید ودر حال حاضر بزرگ‌ترین پل روی دریا در جنو ب شرقی آسیا می‌باشد.
بزرگراه شمال-جنوب (مالزی)، بزرگراهی به طول ۹۶۶ کیلومتر است که در امتداد بخش غربی شبه جزیرهٔ مالزی قرار دارد و از میان سبرانگ پرای عبور می‌کند. علاوه بر این، حدود ۳۴٫۹ کیلومتر خط ریلی ساحل غربی کرتاپی در سبرانگ پرای قرار دارد، ایستگاه قطار باتروورت به عنوان ایستگاه اصلی راه‌آهن شمال مالزی انجام وظیفه می‌کند. به غیر از وظایف معمولی این ایستگاه برای خط راه‌آهن مالایان، ایستگاه راه‌آهن باتروورت، پایانه جنوبی‌ترین ایستگاه خط ریلی جنوبی راه‌آهن دولتی تایلند و قطار اکسپرس بین‌المللی از بانکوک می‌باشد. قابل ذکر است که این ایستگاه خط راه‌آهن هم چنین ایستگاه توقف اصلی سرویس ترن لوکس اکسپرس شرقی بین بانکوک و سنگاپور می‌باشد.
در جزیره پنانگ، بزرگراه دکتر لیم چونگ یو، یک بزرگراه ساحلی مهم است که در امتداد خط ساحلی شرقی راه اندازه شده‌است. شهر جرج تاون را به پل پنانگ، منطقه آزاد تجاری صنعتی بایان لپاس، فرودگاه بین‌المللی پنانگ و پل دوم پنانگ متصل می‌کند.

## عمومی
شهر جرج تاون در به‌کارگیری قوانین رانندگی بریتانیا برای سیستم حمل و نقل عمومی در مالایای بریتانیا پیشقدم گردید. اولین سیستم تراموای شهر، که در آغاز توسط سیستم قدرت بخار شروع به کار کرد، در دههٔ ۱۸۸۰ شروع به فعالیت نمود. هر چند خطوط تراموای آن موقع دیگر مورد استفاده قرار نمی‌گیرد، ریکشای رکابی، به عنوان نمادی ار میراث استعماری، هنوز در خیابانهای شهر، ولو اینکه به‌طور عمده برای استفاده در جابجایی تفننی توریست‌ها، تردد می‌کنند.
در حال حاضر سیستم خطوط اتوبوسرانی، شاکله اصلی حمل و نقل عمومی در پنانگ را تشکیل می‌دهد. سرویس اتوبوسرانی حمل و نقل عمومی، به‌طور عمده توسط خطوط سریع‌السیر ارائه خدمت می‌کنند که ۵۶ مسیر اتوبوسرانی را در محدودهٔ پنانگ بزرگ، از قبیل مسیرهای بین ایالتی به کداح و پراک را در بر می‌گیرند. از جمله مسیرهایی که در زمرهٔ سرویس حمل و نقل رایگان قرار دارند می‌توان از ترانزیت حوزه مرکزی، حمل و نقل جهت کاهش ازدحام ترافیک و سرویس حمل و نقل پولائو تیکوس نام برد. علاوه بر این، سرویس اتوبوس‌های گردشگری پنانگ که اتوبوس دوطبقه روباز می‌باشند در جرج تاون برای خدمت رسانی به توریست‌ها انجام وظیفه می‌کنند.

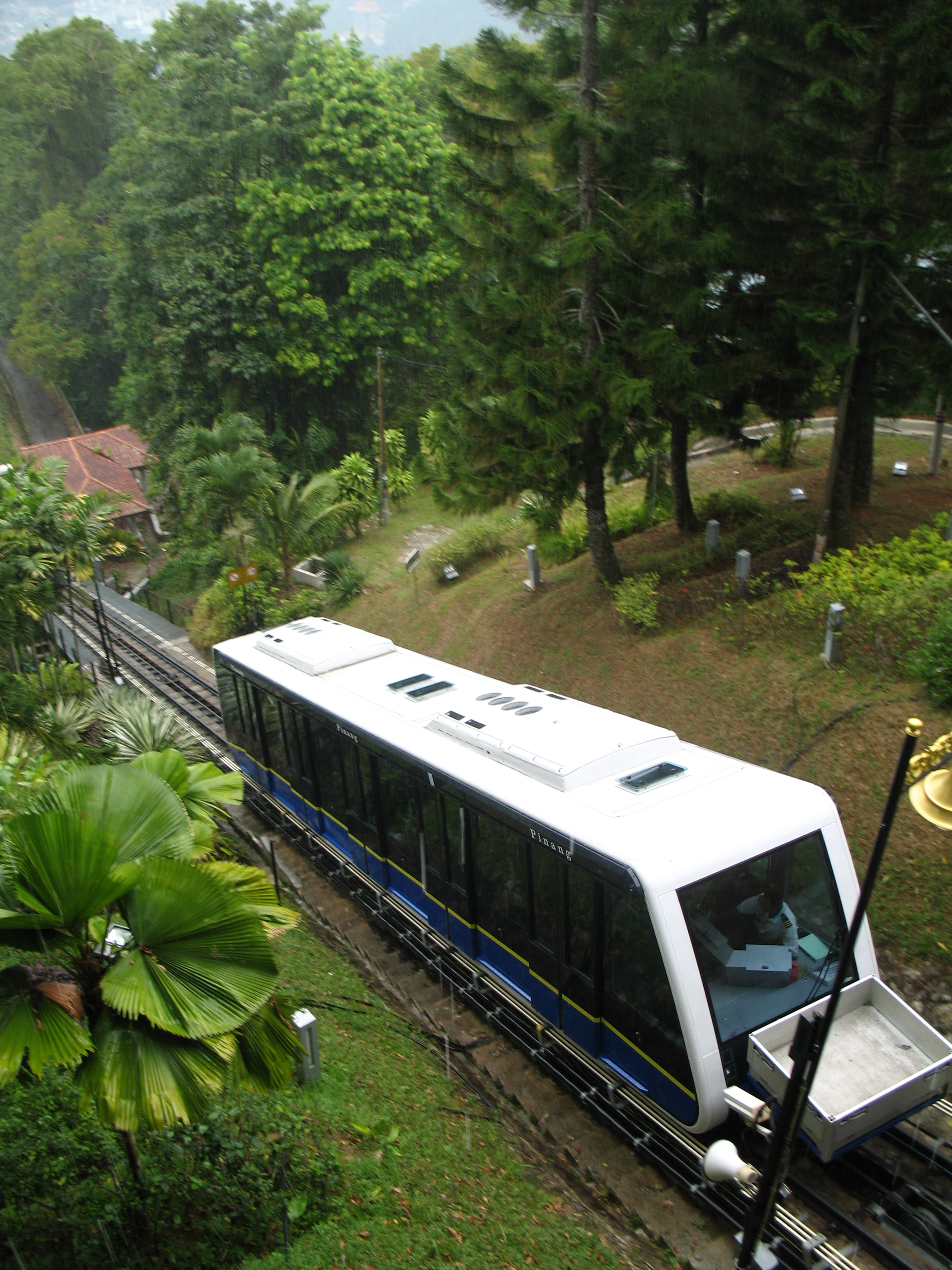
تراموای پنانگ هیل

در حال حاضر، تنها سیستم حمل و نقل بر پایه ریلی در پنانگ، ترابری ریلی پنانگ هیل است که یک قطار کابلی برای رساندن افراد به بالای پنانگ هیل می‌باشد. این تراموا در سال ۱۹۲۳ آغاز به کار نمود، که تنها سیستم حمل و نقل تراموای کابلی از این نوع، در مالزی است. دولت ایالت پنانگ به تازگی طرحهایی را برای به‌کارگیری بیشتر سیستم‌های حمل و نقل ریلی در سرتاسر پنانگ، به عنوان بخشی از طرح جامع سیستم حمل و نقل پنانگ تدوین نموده‌است. طرح‌های پیش‌بینی شده، خط ال آر تی بایان لپاس، دو خط مونوریل که جرج تاون را به ایر ایتام، پایا تروبونگ، تانجونگ توکونگ متصل می‌کند، یک خط تراموا که محدود به سایت میراث جهانی یونسکو در جرج تاون می‌باشد و یک وسیله حمل و نقل کابلی که برج کومتار در جرج تاون و پنانگ سنترال در باتروورت را به هم متصل می‌کند. در حال حاضر، خط ال آر تی بین جرج تاون و فرودگاه بین‌المللی پنانگ، که به عنوان خط ال آر تی بایان لپاس شناخته می‌شود، به عنوان اولویت ارجح دولت ایالت پنانگ در نظر گرفته شده‌است. در آوریل ۲۰۱۹، پروژه ال آر تی از سوی دولت فدرال مورد تصویب قرار گرفت و انتظار می‌رود عملیات ساخت پروژه در ژوئن ۲۰۲۰ آغاز گردد.
هم چنین برای پیاده‌روی و استفاده از دوچرخه به عنوان سیستم حمل و نقل دوستدار محیط زیست تلاشهایی در حال انجام است. در سرتاسر شهر مسیر مخصوص دوچرخه سواری اختصاص داده شده‌است و در سال ۲۰۱۶، جرج تاون اولین شهر مالزی بود که سرویس سامانه دوچرخه اشتراکی را با افتتاح لینک بایک به کار گرفت.
پنانگ سنترال در باتروورت، قطب اصلی حمل و نقل سریع در پنانگ می‌باشد. موقعیت پنانگ سنترال در نزدیکی ترمینال کشتی سلطان عبدالحمید و ایستگاه قطار باتروورت اجازه می‌دهد تا به صورت پایانهٔ اتوبوسهای حمل و نقل عمومی و بین ایالتی، سرویس‌های قطار و کشتی عمل نماید.

## هوایی
فرودگاه بین‌المللی پنانگ در بایان لپاس در جنوب شرقی جزیره پنانگ، در فاصله ۱۶ کیلومتری از جنوب شهر جرج تاون، قرار دارد. این فرودگاه به عنوان فرودگاه اصلی شمال مالزی با ترددهای پروازی به شهرهای بزرگ منطقه مانند کوالالامپور، سنگاپور، بانکوک، جاکارتا، هوشی مین، تایپه، هنگ کنگ، گوانگ ژو و دوحه انجام وظیفه می‌کند. در سال ۲۰۱۳، فرودگاه بین‌المللی پنانگ در فهرست پررفت‌وآمدترین فرودگاه‌ها در مالزی از لحاظ ترافیک محموله بار حائز رتبه دوم و از لحاظ ترافیک مسافر حائز رتبه سوم گردیده بود.

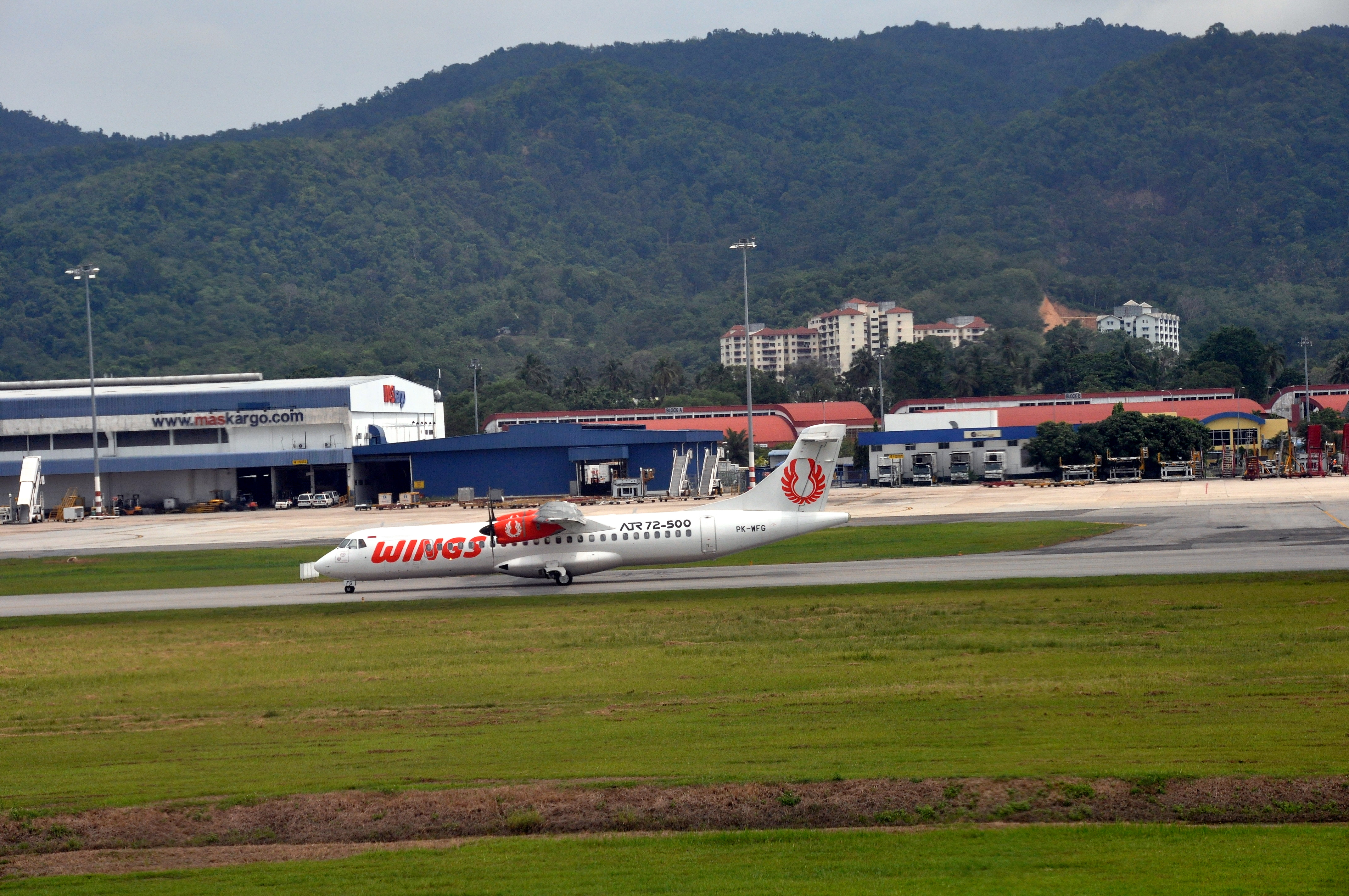
فرودگاه بین‌المللی پنانگ

این فرودگاه هم چنین به عنوان هاب برای دو شرکت هواپیمایی ارزان قیمت فایرفلای و ایر آسیا مالزی می‌باشد. از جمله شرکتهای هواپیمایی بین‌المللی که به فرودگاه تردد دارند می‌توان از اسکوت، جت استار آسیا ایرویز، چاینا ایرلاینز، هواپیمایی جنوبی چین، تای اسمایل و هواپیمایی قطر نام برد.

## دریایی
بندر پنانگ، بندرگاه اصلی در شمال مالزی است که زیر نظر کمیسیون بندر پنانگ انجام وظیفه می‌کند. پایانه بندری دارای هفت مجموعه تأسیسات دریایی است که شش عدد از آنها، از جمله ترمینال کانتینری باتروورت شمالی، اسکله آب عمیق باتروورت و ترمینال باری پرای بولک، در باتروورت و پرای می‌باشد. بندر پنانگ در سال ۲۰۱۷ با بیش از جابجایی ۱٫۵۲ میلیون TEUs بار، از این لحاظ حائز رتبه سوم گردید.
در عین حال اسکله سوئیتن هام که در قلب جرج تاون واقع شده‌است تنها مجموعه تأسیسات بندری در جزیره پنانگ است. در حال حاضر اسکله کشتی‌های مسافربری را پذیرش می‌کند و باعث شده‌است تا به عنوان یکی از نقاط اصلی ورودی پنانگ تبدیل گردد. در سال ۲۰۱۷، اسکله سوئیتن هام رکورد ۱٫۳۵ میلیون ورودی توریست را به‌دست آورد و در نتیجه این پیشرفت فوق‌العاده، از بندر کلانگ به عنوان شلوغترین ترمینال مسافربری دریایی در مالزی، پیشی گرفت. اسکله هم چنین برخی از بزرگ‌ترین خطوط کشتیرانی مسافربری دنیا، همانند آرام‌اس کوئین مری ۲ را جذب خود نمود. در ضمن اسکله به عنوان بندرگاه اصلی برای کشتی‌های مسافربری منطقه ای انجام وظیفه می‌کند.

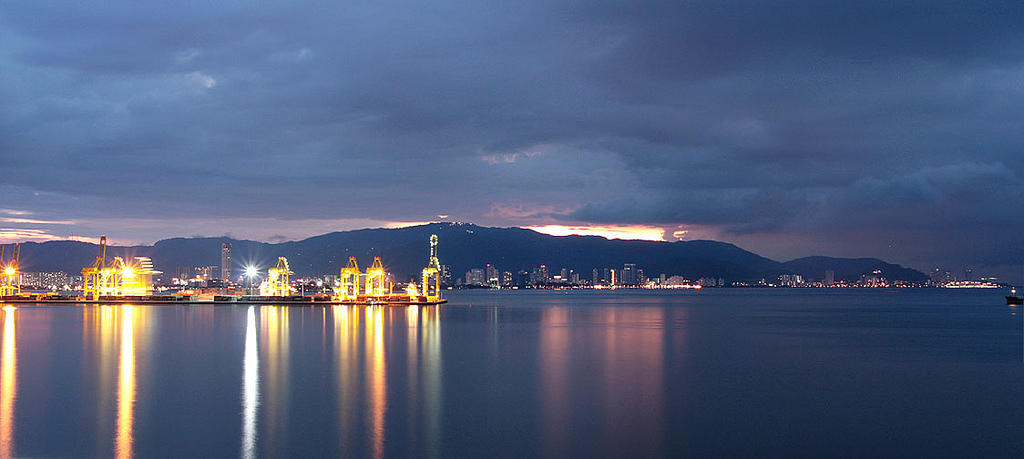
بندر پنانگ

گاهی بندر پنانگ از کشتی‌های جنگی، از قبیل نیروی دریایی جمهوری سنگاپور، نیروی دریایی ایالات متحده آمریکا و این اواخر نیروی دریایی چین میزبانی می‌کند.
سرویس خدمات فرابر پنانگ، مناطق جرج تاون و باتروورت را به یکدیگر متصل می‌کند، و تا قبل از اینکه پل پنانگ در سال ۱۹۸۵ تکمیل گردد تنها راه ارتباطی میان جزیره پنانگ و سرزمین اصلی بود. در زمان نوشتن این مطلب، روزانه ۶ کشتی فرابر در تنگه پنانگ بین جرج تاون و باتروورت تردد می‌کنند.

## ورزش

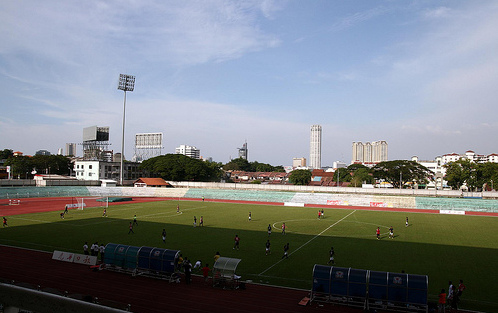
ورزشگاه شهر پنانگ

زیرساختهای ورزشی در پنانگ در حد خوبی توسعه یافته‌اند. ورزشگاه ایالت پنانگ در باتو کاوان، استادیوم اصلی ایالت می‌باشد. درحالی‌که ورزشگاه شهر پنانگ در جرج تاون، تنها استادیوم داخل شهر می‌باشد. هر دو استادیوم به عنوان ورزشگاه خانگی باشگاه فوتبال پنانگ عمل می‌کنند.
اس‌پی‌آی‌سی‌ئی آرنا در بایان بارو، مکان ورزشی بزرگ دیگری در پنانگ است که دارای یک سالن سرپوشیده و یک مرکز ورزشهای آبی می‌باشد.
مرکز بین‌المللی اسکواش نیکول دیوید در گلوگور یکی از مراکز اصلی آموزش اسکواش در مالزی است و بر اساس گزارشها نیکول دیوید، قهرمان افسانه ای اسکواش، در دوران بچگی در آنجا آموزش دیده بود. هم چنین جرج تاون، منزلگاه قدیمی‌ترین مرکز اسب سواری مالزی، باشگاه اسبدوانی پنانگ که در سال ۱۸۶۴ تأسیس شده بود، است. علاوه بر این، پنانگ دارای سه زمین گلف می‌باشد که یکی از آنها در جزیره پنانگ قرار دارد.
اصلی‌ترین رخدادهای ورزشی پنانگ شامل فستیوال بین‌المللی قایق اژدهایی پارویی پنانگ و مسابقه بین‌المللی دو ماراتن پل پنانگ می‌باشد. رخداد اولی در ماه دسامبر در تلوک باهانگ برگزار می‌گردد که یک مسابقه دراگون بوت است که چندین تیم بین‌المللی، از جمله از کشورهای سنگاپور، تایلند، برونئی، چین، کره جنوبی و استرالیا در آن حضور پیدا می‌کنند. دومین مسابقه، یک دو ماراتن است که مسیر مسابقه آن پل پنانگ می‌باشد و در ماه نوامبر برگزار می‌گردد. در سال ۲۰۱۷، رکورد ۳۵٬۰۰۰ شرکت کننده از ۸۵ کشور را برجای گذاشت.
از جمله رخدادهای ورزشی کشوری و بین‌المللی که در پنانگ برگزار گردیده‌است، از بازی‌های سوکما سال ۲۰۰۰، بازی‌های جنوب شرقی آسیا ۲۰۰۱ و مسابقات جهانی قهرمانی اوپن اسکواش زنان ۲۰۱۳ می‌توان نام برد. پنانگ هم چنین میزبان بازی‌های مسترز آسیا پاسیفیک ۲۰۱۸ بوده‌است که اولین دوره بازی‌های مسترز جهانی در آسیا بود.

## خدمات رفاهی
تأمین آب، که تحت حوزه اختیارات دولت ایالت پنانگ می‌باشد، به‌طور کامل توسط شرکت تأمین آب پنانگ مدیریت می‌شود. ایالت حداقل تعرفه آب مصرف خانگی، به نرخ ۰٫۳۲ رینگیت در ۱٬۰۰۰ لیتر، در مالزی را دارد. آب مصرفی پنانگ از چندین منبع از قبیل سد ایر ایتام، سد تلوک باهانگ، سد منگکوانگ، سد بوکیت پانچور، سد براپیت، سد چروک تک کان، مخزن گویلمرد، باغ گیاه‌شناسی پنانگ و رودخانه مودا تأمین می‌گردد. رودخانه مودا که مرز شمالی پنانگ با کداح را تشکیل می‌دهد، ۸۰ درصد از مقدار آب پنانگ را فراهم می‌کند.
در سال ۱۹۰۴ جرج تاون، به اولین شهر مالایای بریتانیا تبدیل شد که به انرژی برق، بعد از اتمام یک پروژهٔ تولید برق آبی، دسترسی پیدا نمود. در حال حاضر برق مصرفی خانگی و صنعتی توسط تناگا ناسیونال تأمین می‌گردد، که توسط نیروگاه سوخت فسیلی ۳۹۸ مگاواتی در گلوگور تولید می‌گردد.
در سال ۲۰۱۴، پنانگ دارای نرخ نفوذ پهنای باند ۸۰٫۳ درصد بود، که در میان تمام ایالت‌های مالزی بالاترین مقدار را داشت. همچنین پنانگ اولین ایالت مالزی بود که اتصال اینترنت رایگان را در اختیار شهروندان قرار داد. وای فای رایگان پنانگ در سال ۲۰۰۸، با هدف تقویت نفوذ اینترنت در سرتاسر پنانگ، توسط دولت ایالت پنانگ راه اندازی گردید و به صورت رایگان در دسترس قرار گرفت. سرعت اینترنت مرکز شهر جرج تاون تا ۳ مگابیت بر ثانیه افزایش یافته بود و در این حال ۱٬۵۶۰ هات اسپات در سرتاسر ایالت نصب گردیده بود.

## نگارخانه

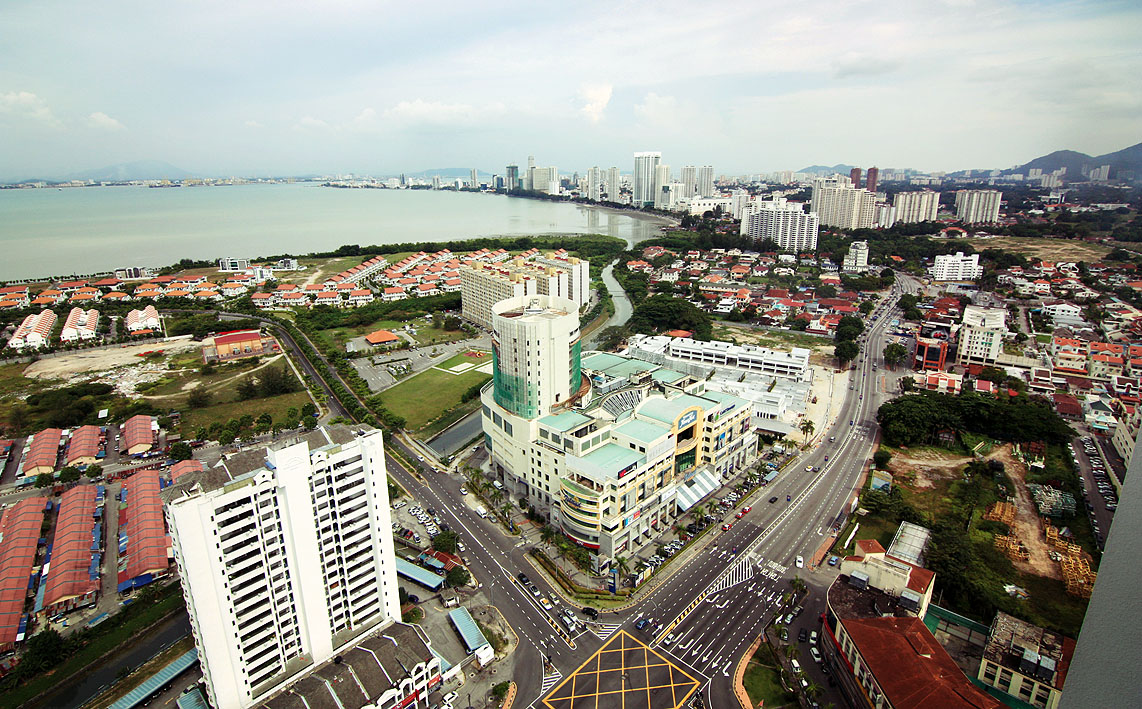
Aerial view of Tanjung Tokong
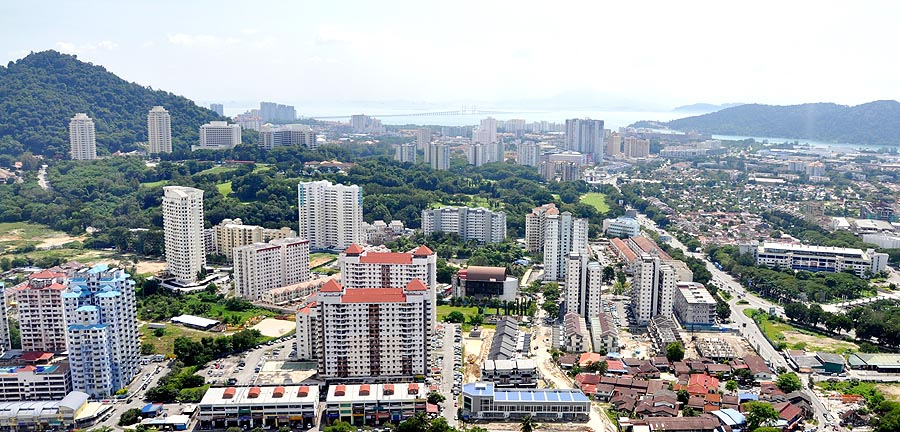
Aerial view of Bayan Baru
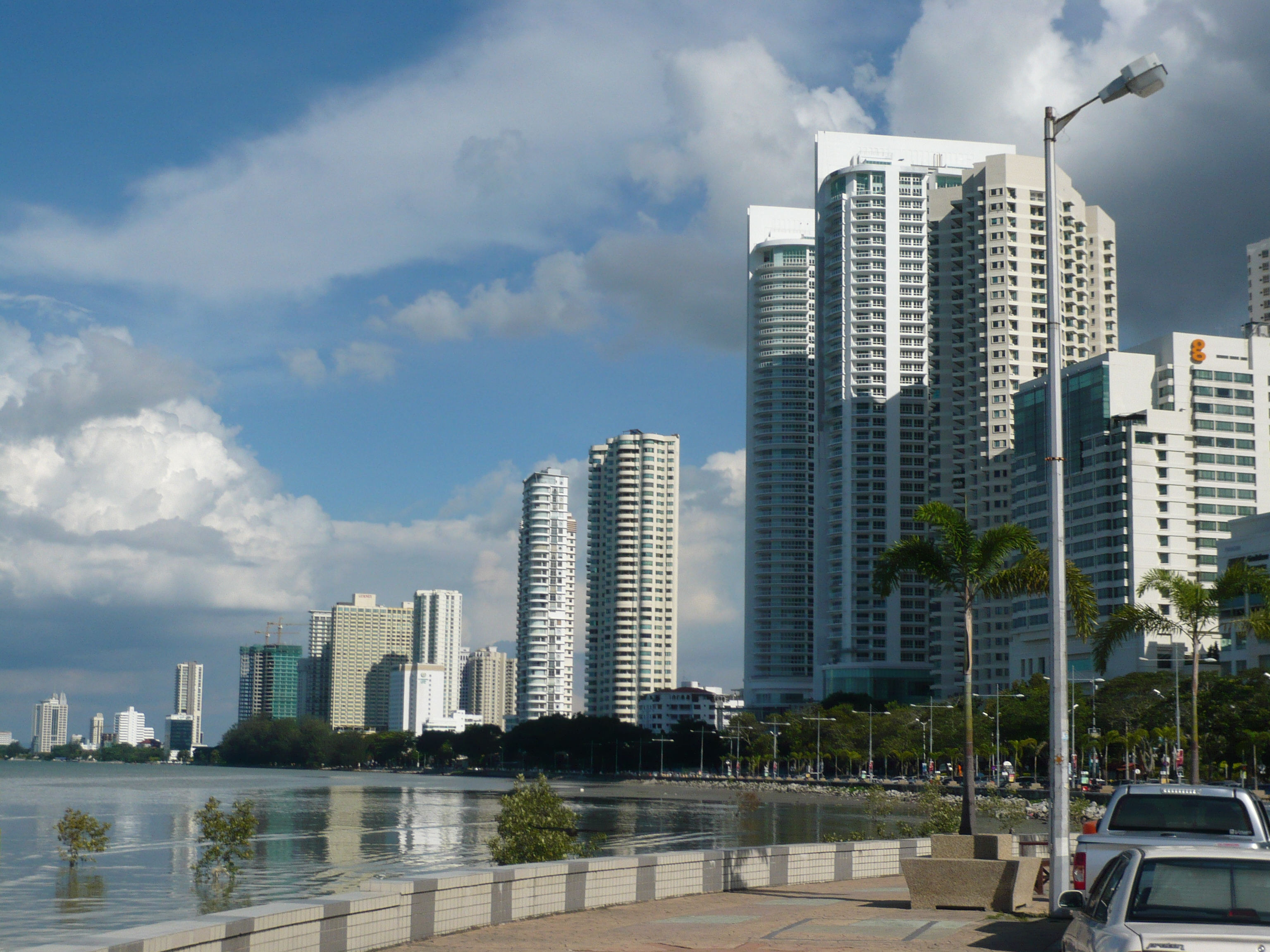
Gurney Drive
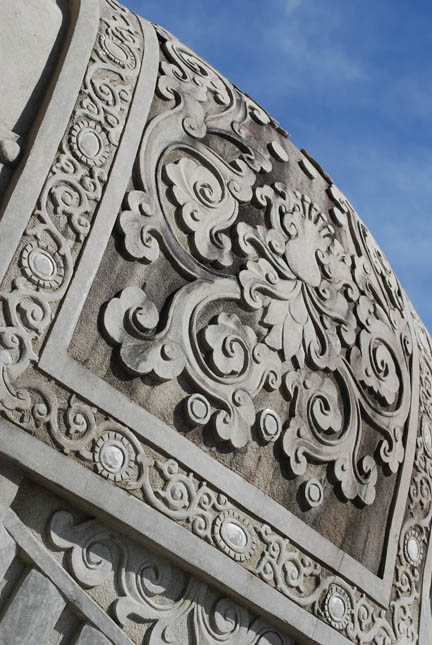
Stone carving at Kek Lok Si temple
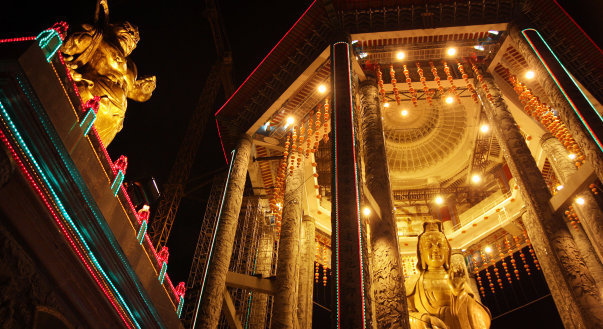
Goddess of Mercy Statue at Kek Lok Si
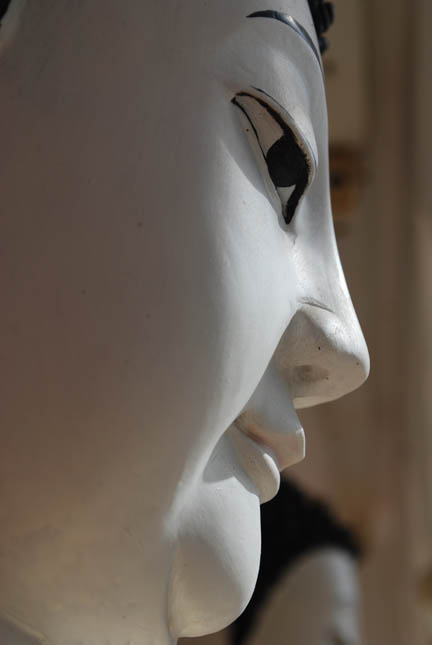
Statues of Buddha at Kek Lok Si Temple
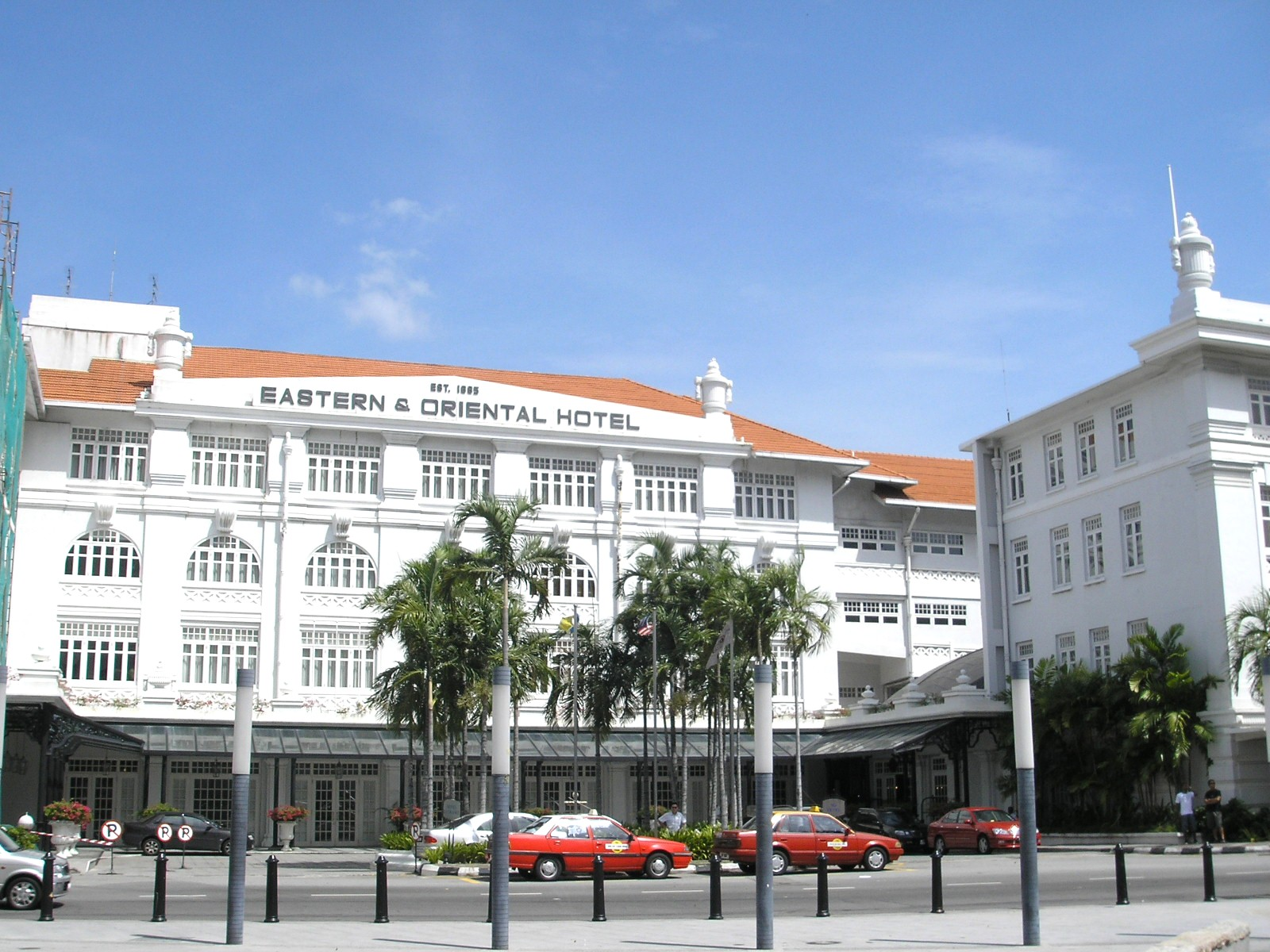
Penang's famed Eastern & Oriental Hotel had Kipling, Maugham, Coward, and Sun Yat Sen among others as guests.
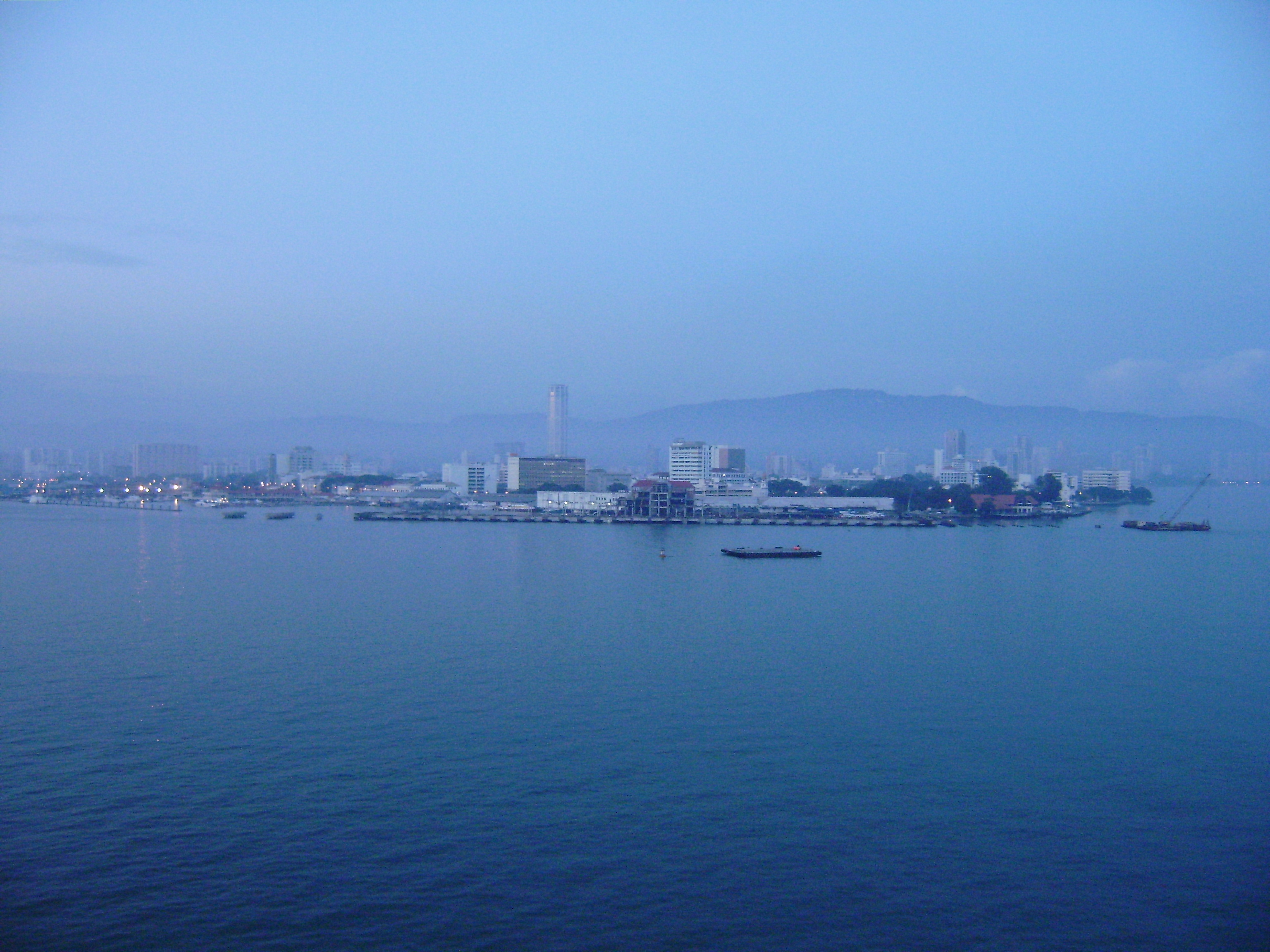
Penang at dawn
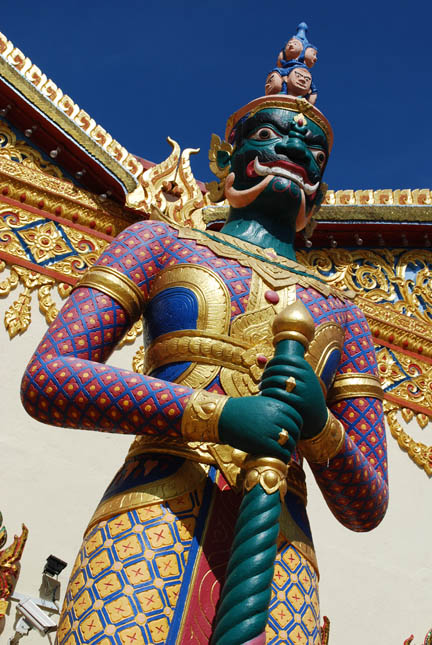
Temple Guardian at Wat Chaiyamangalaram Thai Temple
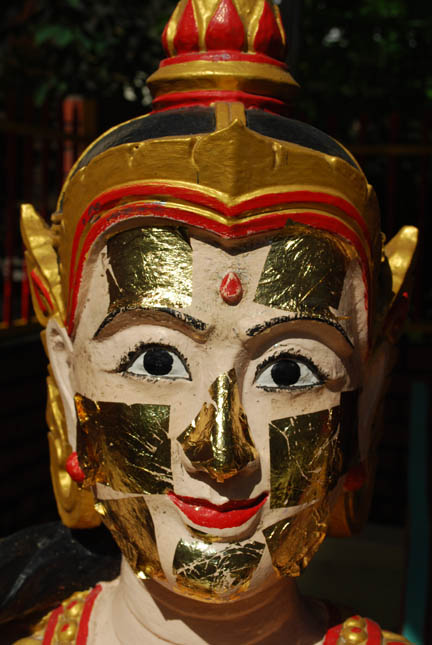
Statue of goddess at Wat Chaiyamangalaram Thai Temple
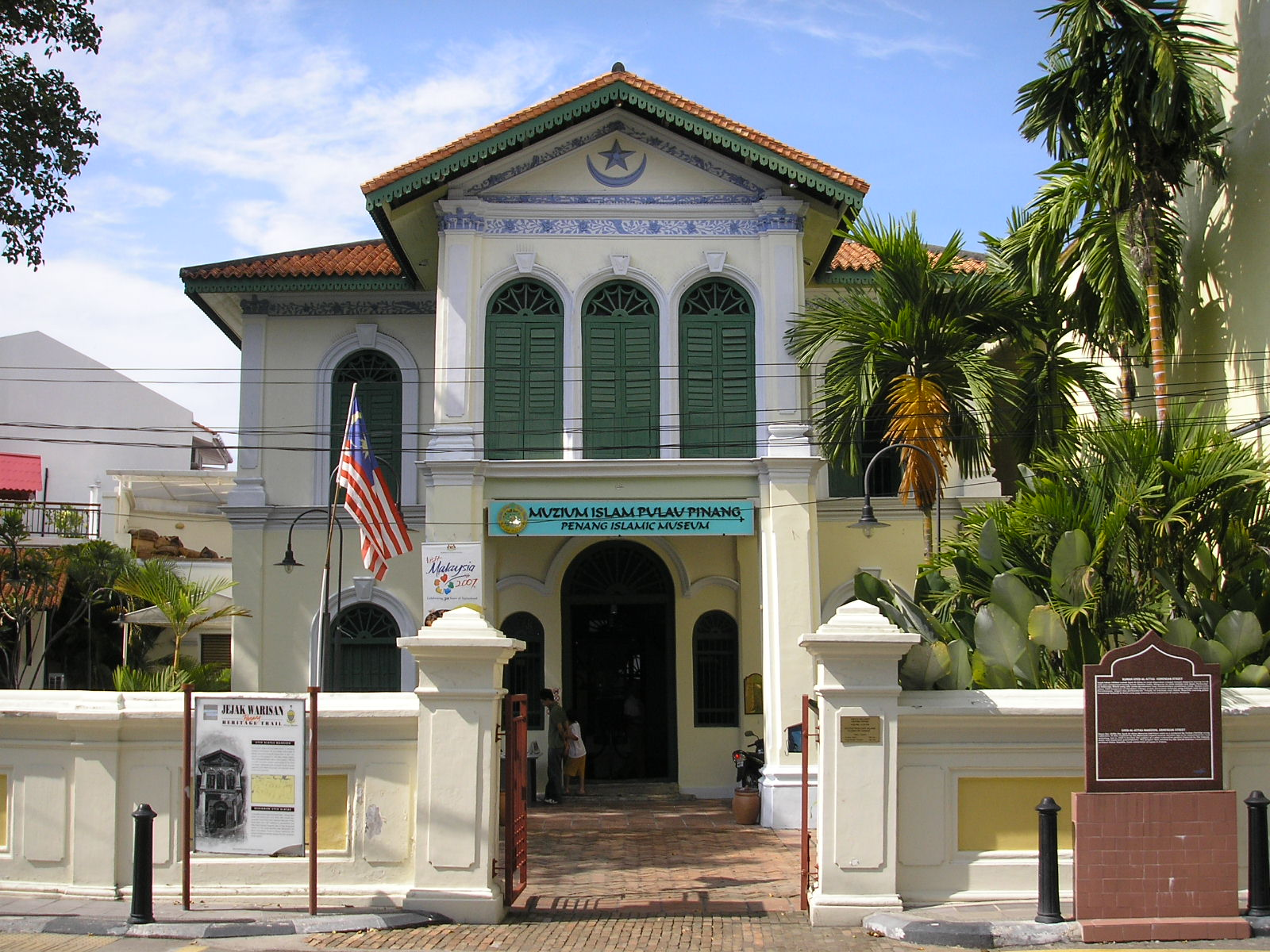
The Islamic Museum
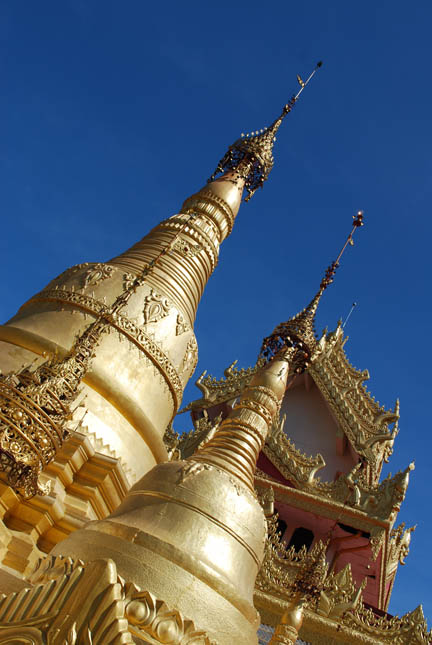
Dharmikarama Burmese Temple, Penang